# Wereldkampioenschap voetbal 2014
Het FIFA wereldkampioenschap voetbal 2014 was de 20ste editie van een internationaal voetbaltoernooi tussen de nationale mannenteams van landen die aangesloten zijn bij de FIFA. Het evenement vond plaats in Brazilië van 12 juni tot en met 13 juli. Er deden 32 teams mee. De finale was in het Maracanã-stadion in Rio de Janeiro. Het wereldkampioenschap werd voor de twintigste keer georganiseerd. Na het wereldkampioenschap voetbal 1950 was deze editie de tweede keer dat het toernooi plaatsvond in het land dat vijfmaal wereldkampioen werd.
De Braziliaanse verwachtingen om in eigen land wereldkampioen te worden waren dan ook hooggespannen. De teleurstelling was groot toen in de halve finale tegen Duitsland het Braziliaanse team met 1 tegen 7 een van zijn grootste nederlagen in de geschiedenis leed. De eerste vijf goals in het voordeel van Duitsland vielen in een tijdsbestek van 20 minuten. 
In maart 2003 besloot de wereldvoetbalbond FIFA dat het toernooi in Zuid-Amerika georganiseerd zou worden. De keuze voor Brazilië werd op 30 oktober 2007 in Zürich bekendgemaakt. Er waren in de uiteindelijke stemming geen tegenkandidaten. Colombia had zich zes maanden eerder teruggetrokken en Argentinië deed hetzelfde eind 2006. Hoewel Brazilië de enige overgebleven kandidaat was, had FIFA-voorzitter Sepp Blatter een slag om de arm gehouden door te stellen dat een Braziliaanse kandidatuur toch moest voldoen aan het vereiste kwaliteitsniveau. Zou dat niet lukken, dan zouden andere kandidaten uit andere continenten overwogen worden. In 1978 was Argentinië het laatste Zuid-Amerikaanse gastland.
De slogan van het toernooi is "All in one rhythm", oftewel "Alles/Allen in één ritme".

## Organisatie

### Kandidaatstelling

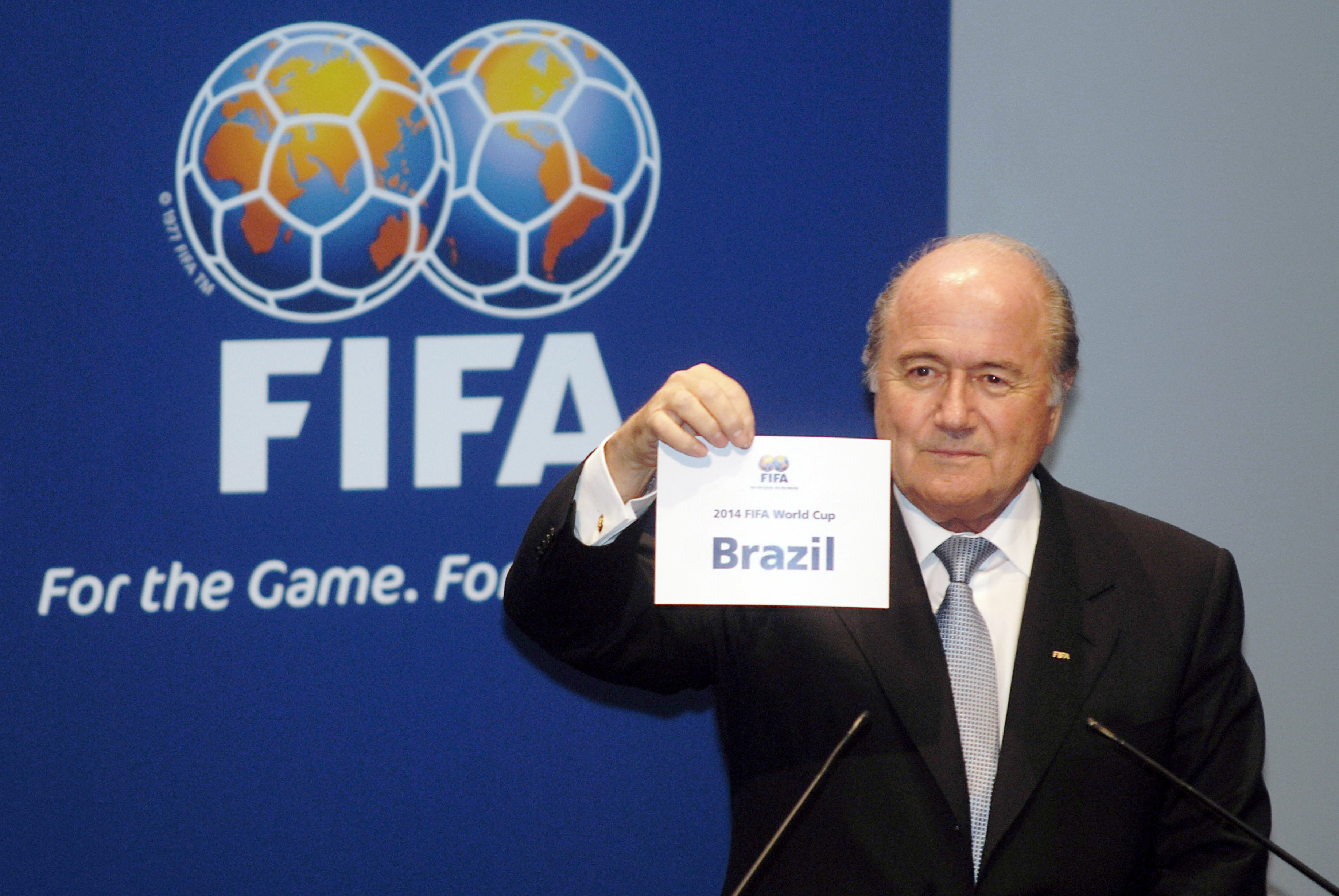
Sepp Blatter maakt het organiserende land bekend.

Begin 2003 had de FIFA aangekondigd dat het toernooi zich als gevolg van het roulatiesysteem in Zuid-Amerika zou afspelen. Op 19 januari 2003 meldde de Zuid-Amerikaanse voetbalconfederatie CONMEBOL dat Argentinië, Brazilië en Colombia interesse hadden in de organisatie. De leden van de CONMEBOL konden zich van december 2006 tot april 2007 kandidaat stellen voor het toernooi. Enkele weken later, op 17 maart 2003, stemden de Zuid-Amerikaanse voetbalbonden unaniem om Brazilië als kandidaat te steunen. Dit was bedoeld als eerbetoon aan het Braziliaanse voetbal en om de solidariteit onder de Zuid-Amerikaanse voetbalbonden te onderstrepen. Ook Sepp Blatter sprak zich tijdens een persconferentie in 2006 uit voor een toernooi in Brazilië.
In december 2006 stelde Brazilië zich officieel kandidaat. Colombia deed hetzelfde enkele dagen later, op 19 december. De interesse van Argentinië werd niet omgezet in een officiële kandidaatstelling. Op 11 april 2007 trok Colombia zich officieel terug, waardoor Brazilië de enige officiële kandidaat was.
Brazilië had vervolgens tot eind juli van dat jaar de tijd om de kandidatuur te vervolledigen, bijvoorbeeld met de noodzakelijke politieke garanties. De FIFA bracht in september een inspectiebezoek, waarvan uiterlijk 1 november het verslag zou moeten verschijnen. Op 17 november stond oorspronkelijk de bekendmaking van de gastheer gepland, maar dit werd uiteindelijk 30 oktober 2007.
Dat de toewijzing door de aanwezigheid van slechts één kandidaat een formaliteit zou zijn, stond niet vast. Tijdens een ontmoeting met de pers op 15 mei 2007 zei Blatter het volgende over dit toernooi: "Op het moment is er slechts één kandidaat, Brazilië. Maar vergis u niet, ondanks dat er slechts één kandidaat is, zullen we de eisen niet veranderen. De lat blijft op dezelfde hoogte liggen." Blatter had reeds bevestigd dat ook landen buiten Zuid-Amerika in overweging genomen zouden worden als zou blijken dat geen enkele Zuid-Amerikaanse kandidatuur aan het vereiste kwaliteitsniveau zou kunnen voldoen. Er zou Australische en Amerikaanse interesse zijn geweest om eventueel het toernooi in 2014 te organiseren.

#### Kandidaten
- Brazilië
- Argentinië trok zich terug in december 2006
- Colombia trok zich terug op 11 april 2007

### Stadions
| Rio de Janeiro                     | Brasilia                           | São Paulo                          | Fortaleza                       |
| ---------------------------------- | ---------------------------------- | ---------------------------------- | ------------------------------- |
| Maracanã                           | Estádio Nacional de Brasília       | Arena Corinthians                  | Castelão                        |
| Capaciteit: 76.804 (uitgebreid)    | Capaciteit: 70.064 (herbouwd)      | Capaciteit: 65.807 (nieuw stadion) | Capaciteit: 64.846 (herbouwd)   |
|                                    |                                    |                                    |                                 |
| Belo Horizonte                     |                                    |                                    | Porto Alegre                    |
| Mineirão                           | Estádio Beira-Rio                  |                                    |                                 |
| Capaciteit: 62.160 (herbouwd)      | Capaciteit: 48.849 (uitgebreid)    |                                    |                                 |
|                                    |                                    |                                    |                                 |
| Salvador                           | Recife                             |                                    |                                 |
| Itaipava Arena Fonte Nova          | Itaipava Arena Pernambuco          |                                    |                                 |
| Capaciteit: 56.500 (nieuw stadion) | Capaciteit: 44.248 (nieuw stadion) |                                    |                                 |
|                                    |                                    |                                    |                                 |
| Cuiabá                             | Manaus                             | Natal                              | Curitiba                        |
| Arena Pantanal                     | Arena Amazônia                     | Arena das Dunas                    | Arena da Baixada                |
| Capaciteit: 42.968 (herbouwd)      | Capaciteit: 42.374 (herbouwd)      | Capaciteit: 42.086 (herbouwd)      | Capaciteit: 41.456 (uitgebreid) |
|                                    |                                    |                                    |                                 |

De Braziliaanse voetbalbond (CBF) selecteerde achttien stadions in zeventien staten. Oorspronkelijk wilde de FIFA tussen de acht en tien gaststeden aangewezen zien, maar ging het toch in op een verzoek van de Braziliaanse bond om twaalf gaststeden in twaalf verschillende staten aan te wijzen. Na een uitgebreide analyse samen met het organisatiecomité wees de FIFA in mei 2009 de twaalf gaststeden aan.
In de onderstaande tabel staan de gegevens van de twaalf gaststeden en de stadions, grotendeels overgenomen uit het inspectierapport van de FIFA uit 2007.
| Stad           | Stadion                      | Capaciteit (plan) | Bouwjaar | Inwoners   | Tijdzone | Ronde 1 | 1/8 finale | 1/4 finale | 1/2 finale | 3e / 4e | Finale | Totaal |
| -------------- | ---------------------------- | ----------------- | -------- | ---------- | -------- | ------- | ---------- | ---------- | ---------- | ------- | ------ | ------ |
| Belo Horizonte | Mineirão                     | 74.300            | 1965     | 2.450.000  | UTC−3    | 4       | 1          | 0          | 1          | 0       | 0      | 6      |
| Brasilia       | Estádio Nacional de Brasília | 76.232            | 1974     | 2.400.000  | UTC−3    | 4       | 1          | 1          | 0          | 1       | 0      | 7      |
| Cuiabá         | Arena Pantanal               | 40.000            | 1974     | 545.000    | UTC−4    | 4       | 0          | 0          | 0          | 0       | 0      | 4      |
| Curitiba       | Arena da Baixada             | 41.375            | 1999     | 1.800.000  | UTC−3    | 4       | 0          | 0          | 0          | 0       | 0      | 4      |
| Fortaleza      | Castelão                     | 60.000            | 1973     | 2.400.000  | UTC−3    | 4       | 1          | 1          | 0          | 0       | 0      | 6      |
| Manaus         | Arena Amazônia               | 40.550            | 1970     | 1.650.000  | UTC−4    | 4       | 0          | 0          | 0          | 0       | 0      | 4      |
| Natal          | Arena das Dunas              | 65.100            | nieuw    | 750.000    | UTC−3    | 4       | 0          | 0          | 0          | 0       | 0      | 4      |
| Porto Alegre   | Estádio Beira-Rio            | 60.000            | 1969     | 1.450.000  | UTC−3    | 4       | 1          | 0          | 0          | 0       | 0      | 5      |
| Recife         | Arena Cidade da Copa         | 46.160            | nieuw    | 1.500.000  | UTC−3    | 4       | 1          | 0          | 0          | 0       | 0      | 5      |
| Rio de Janeiro | Maracanã                     | 95.000            | 1950     | 6.150.000  | UTC−3    | 4       | 1          | 1          | 0          | 0       | 1      | 7      |
| Salvador       | Bahia Arena                  | 44.100            | nieuw    | 2.700.000  | UTC−3    | 4       | 1          | 1          | 0          | 0       | 0      | 6      |
| São Paulo      | Novo Estádio do Corinthians  | 65.000            | nieuw    | 11.000.000 | UTC−3    | 4       | 1          | 0          | 1          | 0       | 0      | 6      |
| Totaal         | Totaal                       | Totaal            | Totaal   | Totaal     | Totaal   | 48      | 8          | 4          | 2          | 1       | 1      | 64     |

In januari 2009 trok Maceió zich terug. De afvallers in mei 2009 waren Belém, Campo Grande, Florianópolis, Goiânia en Rio Branco.
In juni 2010 werd bekend dat niet in het Morumbistadion in São Paulo gespeeld zou kunnen worden, omdat de stad geen garanties kon geven om de financiële problemen rond de verbouwing van het stadion, dat in 1960 werd gebouwd, op te lossen. De FIFA en het Braziliaanse organisatiecomité overlegden met de stad om te kijken hoe toch in de grootste Braziliaanse stad gespeeld kan worden. Een paar maanden later werd bekend dat in São Paulo zou worden gespeeld in een nieuw stadion, dat uiteindelijk als de thuisbasis voor de club SC Corinthians Paulista zou moeten gaan dienen. Een beoogde capaciteit van zeker 65.000 supporters werd vastgesteld. Ook werd bepaald dat in São Paulo de openingswedstrijd gespeeld zou gaan worden.

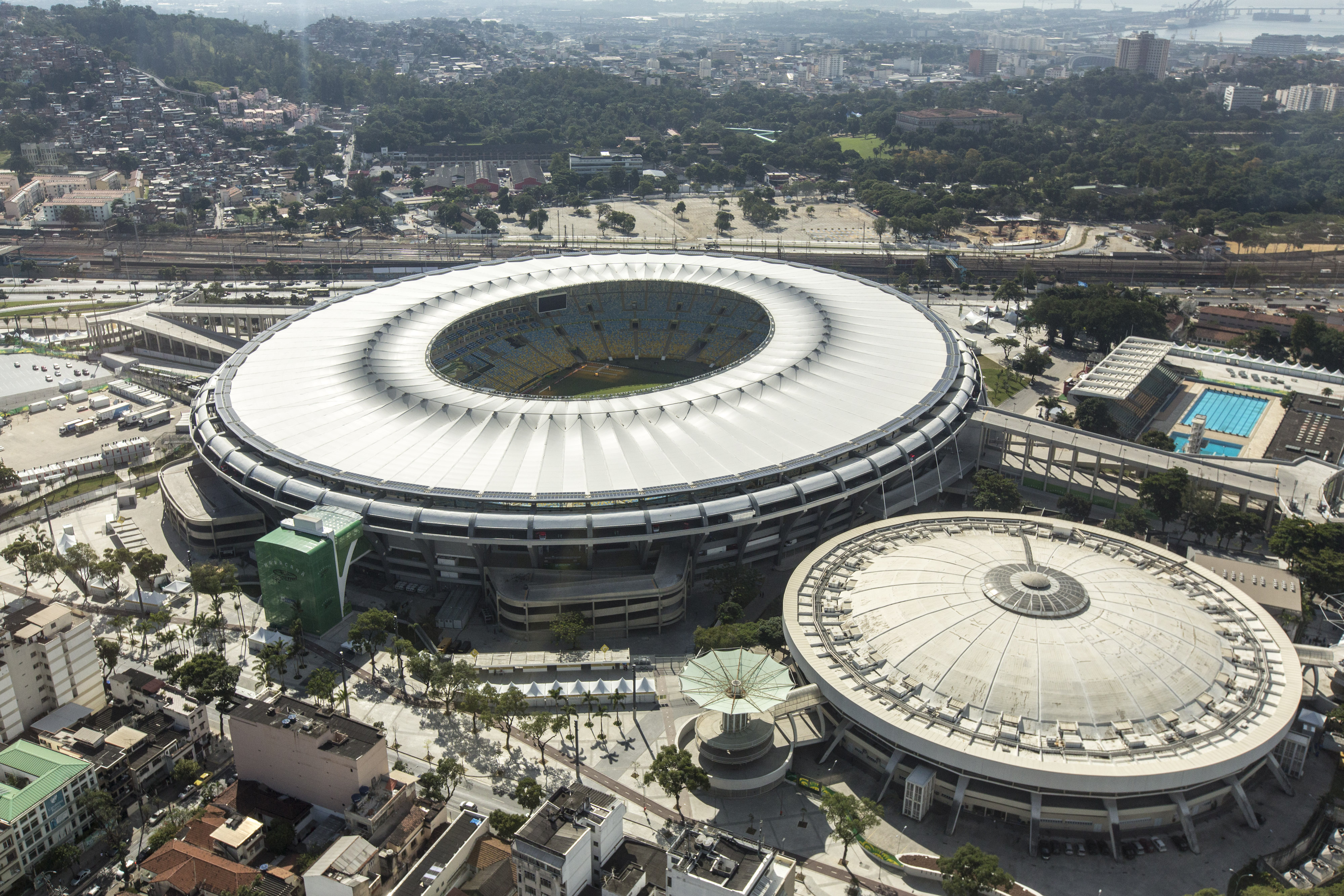
Maracanã in Rio de Janeiro, waar de finale werd gespeeld.

Op 27 juli 2011 maakte de FIFA bekend dat de finale gespeeld zou worden in het Maracanã in Rio de Janeiro. In oktober 2011 maakte de FIFA definitief bekend dat in het Novo Estádio do Corinthians in São Paulo het eerste duel zou worden gespeeld. Ook de troostfinale werd aan São Paulo toegewezen.

### Logo
In 2010 werd het logo gepresenteerd door de president van Brazilië en FIFA-voorzitter Blatter. Het logo bestaat uit drie handen die samen de World Cup (wereldbeker) voorstellen. De handen zijn geel en groen gekleurd, de kleuren van de Braziliaanse vlag.

### Mascotte
Op 25 november 2012 werd de mascotte van het wereldkampioenschap bekendgemaakt. Zijn naam is Fuleco, een samenstelling van de woorden 'Futebol' (voetbal) en 'Ecologia' (ecologie). De naam Fuleco werd in een internetpeiling verkozen boven 'Zuzeco' en 'Amijubi'. Fuleco is een geel-blauw driebandgordeldier (lokaal 'tatu-bola' genoemd), een soort die alleen in Brazilië voorkomt en daar dreigt uit te sterven. Het dier kan zich bij gevaar oprollen tot een bal.

### Bal
De nieuwe voetbal en speciaal voor het toernooi gekozen ontwerp draagt de naam Adidas Brazuca. Eén miljoen Brazilianen konden zich op het internet uitspreken over de opvolger van de Zuid-Afrikaanse Adidas Jabulani. De namen "Bossa Nova" en "Carnavalesca" moesten het afleggen tegen Brazuca, dat zeventig procent van de stemmen kreeg. Brazuca is het woord waarmee de Brazilianen de nationale trots in de Braziliaanse manier van leven aanduiden. Het symboliseert emotie, trots en welwillendheid.

### Doellijntechnologie
Brazilië 2014 is het eerste wereldkampioenschap waar gebruikgemaakt wordt van doellijntechnologie. Dit werd beslist na een succesvolle uitvoering op het wereldkampioenschap voetbal voor clubs in Japan. Het doel van de doellijntechnologie is het ondersteunen van de scheidsrechters. Door camera's wordt exact geregistreerd waar de bal zich bij de doellijn bevindt; zodra de bal in zijn geheel de doellijn passeert, krijgt de arbitrage een melding.

### Kritiek
De hoge uitgaven voor het toernooi waren doelwitten van de Azijnopstand in 2013. Daarnaast waren er op 15 mei 2014, ongeveer een maand voor het begin van het kampioenschap, protesten in verschillende Braziliaanse steden, waarbij onder andere WK-artikelen in brand werden gestoken. De demonstranten eisten dat de regering het geld uit zou geven aan zaken als gezondheidszorg, onderwijs en huisvesting in plaats van het kampioenschap.

## Kwalificatie
Een totaal van 203 leden schreef zich in voor het kwalificatietoernooi. De enige afwezige leden waren AFC-leden Bhutan, Brunei en Guam en CAF-lid Mauritanië.
| Confederatie | Continent                                 | Link                                                     |
| ------------ | ----------------------------------------- | -------------------------------------------------------- |
| AFC          | Azië en Australië                         | Wereldkampioenschap voetbal 2014 (kwalificatie AFC)      |
| CAF          | Afrika                                    | Wereldkampioenschap voetbal 2014 (kwalificatie CAF)      |
| CONCACAF     | Noord-Amerika, Midden-Amerika en Caraïben | Wereldkampioenschap voetbal 2014 (kwalificatie CONCACAF) |
| CONMEBOL     | Zuid-Amerika                              | Wereldkampioenschap voetbal 2014 (kwalificatie CONMEBOL) |
| OFC          | Oceanië uitgezonderd Australië            | Wereldkampioenschap voetbal 2014 (kwalificatie OFC)      |
| UEFA         | Europa                                    | Wereldkampioenschap voetbal 2014 (kwalificatie UEFA)     |

### Geplaatst voor eindronde
| FIFA-lid              | Confederatie | Kwalificatie                  | Kwal. datum | Aantal dln. (incl. 2014) | Eerste dln. | Laatste dln. | Dln. op rij | Titels (excl. 2014) | Beste prestatie |
| --------------------- | ------------ | ----------------------------- | ----------- | ------------------------ | ----------- | ------------ | ----------- | ------------------- | --------------- |
| Brazilië              | CONMEBOL     | Gastland                      | 30/10/2007  | 20                       | 1930        | 2010         | 20          | 5                   | Wereldkampioen  |
| België                | UEFA         | Nr. 1 groep A                 | 11/10/2013  | 12                       | 1930        | 2002         | 1           | 0                   | Vierde plaats   |
| Italië                | UEFA         | Nr. 1 groep B                 | 10/09/2013  | 18                       | 1934        | 2010         | 14          | 4                   | Wereldkampioen  |
| Duitsland             | UEFA         | Nr. 1 groep C                 | 11/10/2013  | 18                       | 1934        | 2010         | 16          | 3                   | Wereldkampioen  |
| Nederland             | UEFA         | Nr. 1 groep D                 | 10/09/2013  | 10                       | 1934        | 2010         | 3           | 0                   | Tweede plaats   |
| Zwitserland           | UEFA         | Nr. 1 groep E                 | 11/10/2013  | 10                       | 1934        | 2010         | 3           | 0                   | Kwartfinale     |
| Rusland               | UEFA         | Nr. 1 groep F                 | 15/10/2013  | 3                        | 1994        | 2002         | 1           | 0                   | Eerste ronde    |
| Bosnië en Herzegovina | UEFA         | Nr. 1 groep G                 | 15/10/2013  | 1                        | 2014        | N.v.t.       | 1           | 0                   | N.v.t.          |
| Engeland              | UEFA         | Nr. 1 groep H                 | 15/10/2013  | 14                       | 1950        | 2010         | 5           | 1                   | Wereldkampioen  |
| Spanje                | UEFA         | Nr. 1 groep I                 | 15/10/2013  | 14                       | 1934        | 2010         | 10          | 1                   | Wereldkampioen  |
| Argentinië            | CONMEBOL     | Nr. 1 CONMEBOL                | 10/09/2013  | 16                       | 1930        | 2010         | 11          | 2                   | Wereldkampioen  |
| Colombia              | CONMEBOL     | Nr. 2 CONMEBOL                | 12/10/2013  | 5                        | 1962        | 1998         | 1           | 0                   | Achtste finale  |
| Chili                 | CONMEBOL     | Nr. 3 CONMEBOL                | 16/10/2013  | 9                        | 1930        | 2010         | 2           | 0                   | Derde plaats    |
| Ecuador               | CONMEBOL     | Nr. 4 CONMEBOL                | 16/10/2013  | 3                        | 2002        | 2006         | 1           | 0                   | Achtste finale  |
| Kameroen              | CAF          | Winnaar play-off 1 CAF        | 17/11/2013  | 7                        | 1982        | 2010         | 2           | 0                   | Kwartfinale     |
| Ghana                 | CAF          | Winnaar play-off 2 CAF        | 19/11/2013  | 3                        | 2006        | 2010         | 3           | 0                   | Kwartfinale     |
| Ivoorkust             | CAF          | Winnaar play-off 3 CAF        | 16/11/2013  | 3                        | 2006        | 2010         | 3           | 0                   | Eerste ronde    |
| Algerije              | CAF          | Winnaar play-off 4 CAF        | 19/11/2013  | 4                        | 1982        | 2010         | 2           | 0                   | Eerste ronde    |
| Nigeria               | CAF          | Winnaar play-off 5 CAF        | 16/11/2013  | 5                        | 1994        | 2010         | 2           | 0                   | Achtste finale  |
| Iran                  | AFC          | Nr. 1 groep A                 | 18/06/2013  | 4                        | 1978        | 2006         | 1           | 0                   | Eerste ronde    |
| Japan                 | AFC          | Nr. 1 groep B                 | 04/06/2013  | 5                        | 1998        | 2010         | 5           | 0                   | Achtste finale  |
| Zuid-Korea            | AFC          | Nr. 2 groep A                 | 18/06/2013  | 9                        | 1954        | 2010         | 8           | 0                   | Vierde plaats   |
| Australië             | AFC          | Nr. 2 groep B                 | 18/06/2013  | 4                        | 1974        | 2010         | 3           | 0                   | Achtste finale  |
| Verenigde Staten      | CONCACAF     | Nr. 1 CONCACAF                | 10/09/2013  | 10                       | 1930        | 2010         | 7           | 0                   | Halve finale    |
| Costa Rica            | CONCACAF     | Nr. 2 CONCACAF                | 10/09/2013  | 4                        | 1990        | 2006         | 1           | 0                   | Achtste finale  |
| Honduras              | CONCACAF     | Nr. 3 CONCACAF                | 16/10/2013  | 3                        | 1982        | 2010         | 2           | 0                   | Eerste ronde    |
| Portugal              | UEFA         | Winnaar play-off 1            | 19/11/2013  | 6                        | 1966        | 2010         | 4           | 0                   | Derde plaats    |
| Frankrijk             | UEFA         | Winnaar play-off 2            | 19/11/2013  | 14                       | 1930        | 2010         | 5           | 1                   | Wereldkampioen  |
| Griekenland           | UEFA         | Winnaar play-off 3            | 19/11/2013  | 3                        | 1994        | 2010         | 2           | 0                   | Eerste ronde    |
| Kroatië               | UEFA         | Winnaar play-off 4            | 19/11/2013  | 4                        | 1998        | 2006         | 1           | 0                   | Derde plaats    |
| Mexico                | CONCACAF     | Winnaar play-off OFC/CONCACAF | 20/11/2013  | 15                       | 1930        | 2010         | 6           | 0                   | Kwartfinale     |
| Uruguay               | CONMEBOL     | Winnaar play-off CONMEBOL/AFC | 20/11/2013  | 12                       | 1930        | 2010         | 2           | 2                   | Wereldkampioen  |

### Overzicht continent per ronde
| Continent                | Confederatie | Groepsfase | 1/8e finale | Kwartfinale | Halve finale | Troostfinale | Finale    |
| ------------------------ | ------------ | ---------- | ----------- | ----------- | ------------ | ------------ | --------- |
| Europa                   | UEFA         | 13 (40,6%) | 6 (37,5%)   | 4 (50,0%)   | 2 (50,0%)    | 1 (50,0%)    | 1 (50,0%) |
| Zuid-Amerika             | CONMEBOL     | 6 (18,8%)  | 5 (31,3%)   | 3 (37,5%)   | 2 (50,0%)    | 1 (50,0%)    | 1 (50,0%) |
| Afrika                   | CAF          | 5 (15,6%)  | 2 (12,5%)   | 0 (0,0%)    | 0 (0,0%)     | 0 (0,0%)     | 0 (0,0%)  |
| Azië                     | AFC          | 4 (12,5%)  | 0 (0,0%)    | 0 (0,0%)    | 0 (0,0%)     | 0 (0,0%)     | 0 (0,0%)  |
| Noord- en Midden-Amerika | CONCACAF     | 4 (12,5%)  | 3 (18,8%)   | 1 (12,5%)   | 0 (0,0%)     | 0 (0,0%)     | 0 (0,0%)  |
| Oceanië                  | OFC          | 0 (0,0%)   | 0 (0,0%)    | 0 (0,0%)    | 0 (0,0%)     | 0 (0,0%)     | 0 (0,0%)  |
| Totaal                   | Totaal       | 32         | 16          | 8           | 4            | 2            | 2         |

## Verblijfplaatsen
| Land                  | Kamp                            | Poule          | Poule          | Poule          | Knock-out      | Knock-out      | Knock-out      | Knock-out    | Knock-out      |
| Land                  | Kamp                            | Wedstrijd 1    | Wedstrijd 2    | Wedstrijd 3    | Achtste finale | Kwartfinale    | Halve finale   | Troostfinale | Finale         |
| --------------------- | ------------------------------- | -------------- | -------------- | -------------- | -------------- | -------------- | -------------- | ------------ | -------------- |
| Brazilië              | Teresópolis (Rio de Janeiro)    | São Paulo      | Fortaleza      | Brasilia       | Belo Horizonte | Fortaleza      | Belo Horizonte | Brasilia     |                |
| Kroatië               | Mata de São João (Bahia)        | São Paulo      | Manaus         | Recife         |                |                |                |              |                |
| Mexico                | Santos (São Paulo)              | Natal          | Fortaleza      | Recife         | Fortaleza      |                |                |              |                |
| Kameroen              | Vitória (Espírito Santo)        | Natal          | Manaus         | Brasilia       |                |                |                |              |                |
| Spanje                | Curitiba (Paraná)               | Salvador       | Rio de Janeiro | Curitiba       |                |                |                |              |                |
| Nederland             | Rio de Janeiro (Rio de Janeiro) | Salvador       | Porto Alegre   | São Paulo      | Fortaleza      | Salvador       | São Paulo      | Brasilia     |                |
| Chili                 | Belo Horizonte (Minas Gerais)   | Cuiabá         | Rio de Janeiro | São Paulo      | Belo Horizonte |                |                |              |                |
| Australië             | Vitória (Espírito Santo)        | Cuiabá         | Porto Alegre   | Curitiba       |                |                |                |              |                |
| Colombia              | Cotia (São Paulo)               | Belo Horizonte | Brasilia       | Cuiabá         | Rio de Janeiro | Fortaleza      |                |              |                |
| Griekenland           | Aracaju (Sergipe)               | Belo Horizonte | Natal          | Fortaleza      | Recife         |                |                |              |                |
| Ivoorkust             | Águas de Lindóia (São Paulo)    | Recife         | Brasilia       | Fortaleza      |                |                |                |              |                |
| Japan                 | Itu (São Paulo)                 | Recife         | Natal          | Cuiabá         |                |                |                |              |                |
| Uruguay               | Sete Lagoas (Minas Gerais_      | Fortaleza      | São Paulo      | Natal          | Rio de Janeiro |                |                |              |                |
| Engeland              | Rio de Janeiro (Rio de Janeiro) | Manaus         | São Paulo      | Belo Horizonte |                |                |                |              |                |
| Italië                | Mangaratiba (Rio de Janeiro)    | Manaus         | Recife         | Natal          |                |                |                |              |                |
| Costa Rica            | Santos (São Paulo)              | Fortaleza      | Recife         | Belo Horizonte | Recife         | Salvador       |                |              |                |
| Zwitserland           | Porto Seguro (Bahia)            | Brasilia       | Salvador       | Manaus         | São Paulo      |                |                |              |                |
| Ecuador               | Viamão (Rio Grande do Sul)      | Brasilia       | Curitiba       | Rio de Janeiro |                |                |                |              |                |
| Honduras              | Porto Feliz (São Paulo)         | Porto Alegre   | Curitiba       | Manaus         |                |                |                |              |                |
| Frankrijk             | Ribeirão Preto (São Paulo)      | Porto Alegre   | Salvador       | Rio de Janeiro | Brasilia       | Rio de Janeiro |                |              |                |
| Argentinië            | Vespasiano (Minas Gerais)       | Rio de Janeiro | Belo Horizonte | Porto Alegre   | São Paulo      | Brasilia       | São Paulo      |              | Rio de Janeiro |
| Bosnië en Herzegovina | Guarujá (São Paulo)             | Rio de Janeiro | Cuiabá         | Salvador       |                |                |                |              |                |
| Iran                  | Guarulhos (São Paulo)           | Curitiba       | Belo Horizonte | Salvador       |                |                |                |              |                |
| Nigeria               | Campinas (São Paulo)            | Curitiba       | Cuiabá         | Porto Alegre   | Brasilia       |                |                |              |                |
| Duitsland             | Santa Cruz Cabrália (Bahia)     | Salvador       | Fortaleza      | Recife         | Porto Alegre   | Rio de Janeiro | Belo Horizonte |              | Rio de Janeiro |
| Portugal              | Campinas (São Paulo)            | Salvador       | Manaus         | Brasilia       |                |                |                |              |                |
| Ghana                 | Maceió (Alagoas)                | Natal          | Fortaleza      | Brasilia       |                |                |                |              |                |
| Verenigde Staten      | São Paulo (São Paulo)           | Natal          | Manaus         | Recife         | Salvador       |                |                |              |                |
| België                | Mogi das Cruzes (São Paulo)     | Belo Horizonte | Rio de Janeiro | São Paulo      | Salvador       | Brasilia       |                |              |                |
| Algerije              | Sorocaba (São Paulo)            | Belo Horizonte | Porto Alegre   | Curitiba       | Porto Alegre   |                |                |              |                |
| Rusland               | Itu (São Paulo)                 | Cuiabá         | Rio de Janeiro | Curitiba       |                |                |                |              |                |
| Zuid-Korea            | Foz do Iguaçu (Paraná)          | Cuiabá         | Porto Alegre   | São Paulo      |                |                |                |              |                |

## Eindronde

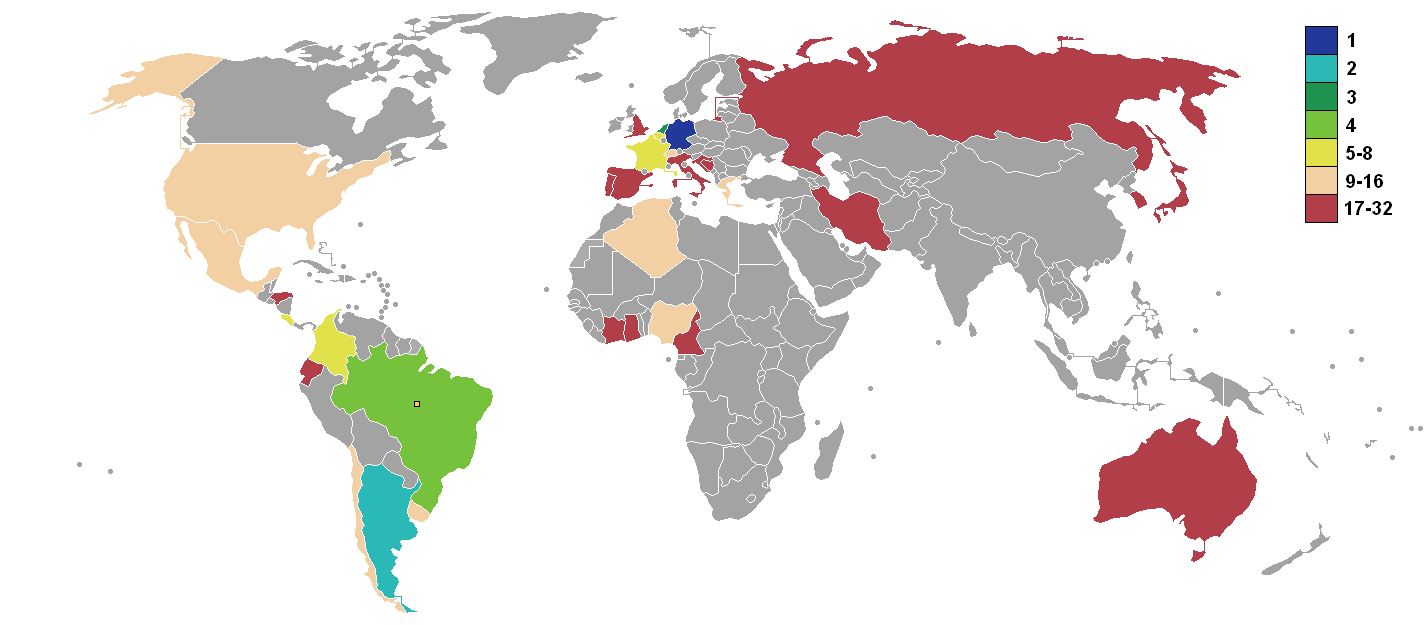
De prestaties van de 32 participerende landen

### Opzet
Het toernooi heeft dezelfde opzet als de toernooien die vanaf 1998 georganiseerd worden.
Tweeëndertig landen nemen deel, waaronder het gastland. Zij worden verdeeld in acht groepen van vier ploegen, waarbij de eerste twee zich kwalificeren voor de achtste finales. Vanaf deze fase wordt er gespeeld volgens het knock-outsysteem: de kwartfinales volgen, dan de halve finales, de wedstrijd om de derde plaats (troostfinale) en de finale.

### Loting
De loting vond plaats op 6 december 2013 om 13.00 lokale tijd (UTC−3) in Mata de São João. De presentatie was in handen van Fernanda Lima en Rodrigo Hilbert.

#### Potindeling
De 32 landen werden in vier potten ingedeeld. Het gastland en de zeven landen met de hoogste positie op de FIFA-wereldranglijst van oktober 2013 werden geplaatst in pot 1. De overige potten werden ingedeeld op basis van geografische en sportieve criteria. Uit elke pot werd één land in een van de acht groepen geloot. De potindeling was als volgt:
| Pot 1 gastland en top 7                                                  | Pot 2 (CAF, CONMEBOL + UEFA)                                   | Pot 3 (AFC + CONCACAF)                                                      | Pot 4 (UEFA)                                                                            |
| ------------------------------------------------------------------------ | -------------------------------------------------------------- | --------------------------------------------------------------------------- | --------------------------------------------------------------------------------------- |
| Brazilië Argentinië Colombia Uruguay België Duitsland Spanje Zwitserland | Algerije Kameroen Ivoorkust Ghana Nigeria Chili Ecuador Italië | Australië Iran Japan Zuid-Korea Costa Rica Honduras Mexico Verenigde Staten | Bosnië en Herzegovina Kroatië Engeland Frankrijk Griekenland Nederland Portugal Rusland |

Principes
Voor de loting waren drie principes van toepassing:
1. Geografische spreidingTeams uit hetzelfde kwalificatiegebied kunnen niet in dezelfde groep uitkomen. Uitgezonderd de Europese teams, deze mogen met maximaal twee teams in een groep terechtkomen.
2. VolgordeDe potten worden van 1 t/m 4 volledig geleegd. Groepen (A t/m H) worden op volgorde gevuld. Groepen mogen overgeslagen worden als een indeling tegen het eerste principe van geografische spreiding in gaat. Omdat in eerste instantie pot 2 uit zeven landen bestaat en pot 4 uit negen landen, wordt eerst een land uit groep 4 in groep 2 geloot.
3. Indeling in de groepDe landen uit pot 1 worden automatisch groepshoofd. Voor de overige teams volgt na groepsindeling een aparte trekking voor de positie 2 t/m 4 binnen de betreffende poule.
Procedure
De lotingsprocedure zag er als volgt uit:
1. Eerst wordt uit pot 4 (de Europese landen, met negen teams) één team getrokken en deze wordt in pot 2 gestopt (vijf Afrikaanse en twee Zuid-Amerikaanse landen), zodat elke pot uit acht teams bestaat;
2. Vervolgens wordt de eerste pot geleegd (te beginnen met Brazilië) en opeenvolgend in de groepen A t/m H verdeeld (Brazilië wordt als gastland automatisch A1);
3. De vier Zuid-Amerikaanse teams uit de eerste pot komen in de aanvullende pot X. Hieruit wordt één team getrokken. De groep waarin dit team is geplaatst, is de groep waar het enige Europese team uit pot 2 (die er in stap 1 in terecht is gekomen) uiteindelijk uitkomt;
4. Hierna wordt pot 2 verder geleegd en wordt deze opeenvolgend verdeeld over groepen A t/m H (waarbij één groep al is gevuld door het Europese team). Groepen mogen overgeslagen worden als het 'geografische-spreiding'-principe anders geschonden zou worden;
5. Ook pot 3 en pot 4 worden op volgorde geleegd;
6. Ten slotte wordt de positie in de groep nog geloot voor teams uit de potten 2, 3 en 4 (de teams uit pot 1 staan op positie 1 en zijn de groepshoofden).

### Scheidsrechters
Vijfentwintig scheidsrechters werden begin 2014 door de FIFA aangewezen. Tussen haakjes staat hoeveel wedstrijden zij mochten fluiten.

## Groepsfase
Puntentelling
De groepen spelen in een halve competitie, waarbij elk land eenmaal tegen elk ander land uit zijn groep speelt. Volgens het driepuntensysteem krijgt een land drie punten voor een zege, een voor een gelijkspel en nul voor een nederlaag. De eerste twee landen uit elke groep gaan door naar de volgende ronde.
Beslissingscriteria
Wanneer teams na het beëindigen van de groepsfase met evenveel punten eindigen, wordt een aantal opeenvolgende criteria doorlopen tot een verschil wordt gevonden en men de twee ploegen kan ordenen:
1. Het doelpuntensaldo over alle groepswedstrijden.
2. Meeste doelpunten gescoord in alle groepswedstrijden.
3. Meeste punten in de groepswedstrijden tegen andere ploegen met gelijk aantal punten.
4. Doelpuntensaldo als resultaat van de groepswedstrijden tegen andere ploegen met gelijk aantal punten.
5. Meeste doelpunten gescoord in de groepswedstrijden tegen andere ploegen met gelijk aantal punten.
6. Lottrekking door het organiserend comité van het toernooi.

### Groep A
| Nr. | Land     | GW | Win | Gel | Ver | DV | DT | +/- | Pnt |
| --- | -------- | -- | --- | --- | --- | -- | -- | --- | --- |
| 1.  | Brazilië | 3  | 2   | 1   | 0   | 7  | 2  | +5  | 7   |
| 2.  | Mexico   | 3  | 2   | 1   | 0   | 4  | 1  | +3  | 7   |
| 3.  | Kroatië  | 3  | 1   | 0   | 2   | 6  | 6  | 0   | 3   |
| 4.  | Kameroen | 3  | 0   | 0   | 3   | 1  | 9  | −8  | 0   |

|                                                                       |                                    |                  |                    |                                                                                              |
| donderdag 12 juni 2014 «onderlinge duels» 17:00 (UTC−3) 22:00 (UTC+2) | Brazilië                           | 3 – 1            | Kroatië            | Novo Estádio do Corinthians, São Paulo Toeschouwers: 62.103 Scheidsrechter: Yuichi Nishimura |
| donderdag 12 juni 2014 «onderlinge duels» 17:00 (UTC−3) 22:00 (UTC+2) | Neymar 29', 71' (pen.) Oscar 90+1' | wedstrijdverslag | 11' (e.d.) Marcelo | Novo Estádio do Corinthians, São Paulo Toeschouwers: 62.103 Scheidsrechter: Yuichi Nishimura |

|                                                                     |             |                  |          |                                                                           |
| vrijdag 13 juni 2014 «onderlinge duels» 13:00 (UTC−3) 18:00 (UTC+2) | Mexico      | 1 – 0            | Kameroen | Arena das Dunas, Natal Toeschouwers: 39.216 Scheidsrechter: Wilmar Roldán |
| vrijdag 13 juni 2014 «onderlinge duels» 13:00 (UTC−3) 18:00 (UTC+2) | Peralta 61' | wedstrijdverslag |          | Arena das Dunas, Natal Toeschouwers: 39.216 Scheidsrechter: Wilmar Roldán |

|                                                                     |                  |       |        |                                                                       |
| dinsdag 17 juni 2014 «onderlinge duels» 16:00 (UTC−3) 21:00 (UTC+2) | Brazilië         | 0 – 0 | Mexico | Castelão, Fortaleza Toeschouwers: 60.342 Scheidsrechter: Cüneyt Çakır |
| dinsdag 17 juni 2014 «onderlinge duels» 16:00 (UTC−3) 21:00 (UTC+2) | wedstrijdverslag |       |        | Castelão, Fortaleza Toeschouwers: 60.342 Scheidsrechter: Cüneyt Çakır |

|                                                                      |          |                  |                                         |                                                                           |
| woensdag 18 juni 2014 «onderlinge duels» 18:00 (UTC−4) 0:00+ (UTC+2) | Kameroen | 0 – 4            | Kroatië                                 | Arena Amazônia, Manaus Toeschouwers: 39.982 Scheidsrechter: Pedro Proença |
| woensdag 18 juni 2014 «onderlinge duels» 18:00 (UTC−4) 0:00+ (UTC+2) | Song 40' | wedstrijdverslag | 11' Olić 48' Perišić 61', 73' Mandžukić | Arena Amazônia, Manaus Toeschouwers: 39.982 Scheidsrechter: Pedro Proença |

|                                                                     |           |                  |                                          |                                                                                            |
| maandag 23 juni 2014 «onderlinge duels» 17:00 (UTC−3) 22:00 (UTC+2) | Kameroen  | 1 – 4            | Brazilië                                 | Estádio Nacional de Brasília, Brasilia Toeschouwers: 69.112 Scheidsrechter: Jonas Eriksson |
| maandag 23 juni 2014 «onderlinge duels» 17:00 (UTC−3) 22:00 (UTC+2) | Matip 26' | wedstrijdverslag | 17', 35' Neymar 49' Fred 84' Fernandinho | Estádio Nacional de Brasília, Brasilia Toeschouwers: 69.112 Scheidsrechter: Jonas Eriksson |

|                                                                     |                       |                  |                                        |                                                                                   |
| maandag 23 juni 2014 «onderlinge duels» 17:00 (UTC−3) 22:00 (UTC+2) | Kroatië               | 1 – 3            | Mexico                                 | Arena Cidade da Copa, Recife Toeschouwers: 41.212 Scheidsrechter: Ravshan Irmatov |
| maandag 23 juni 2014 «onderlinge duels» 17:00 (UTC−3) 22:00 (UTC+2) | Perišić 87' Rebić 89' | wedstrijdverslag | 72' Márquez 75' Guardado 82' Hernández | Arena Cidade da Copa, Recife Toeschouwers: 41.212 Scheidsrechter: Ravshan Irmatov |

### Groep B
| Nr. | Land      | GW | Win | Gel | Ver | DV | DT | +/- | Pnt |
| --- | --------- | -- | --- | --- | --- | -- | -- | --- | --- |
| 1.  | Nederland | 3  | 3   | 0   | 0   | 10 | 3  | +7  | 9   |
| 2.  | Chili     | 3  | 2   | 0   | 1   | 5  | 3  | +2  | 6   |
| 3.  | Spanje    | 3  | 1   | 0   | 2   | 4  | 7  | −3  | 3   |
| 4.  | Australië | 3  | 0   | 0   | 3   | 3  | 9  | −6  | 0   |

|                                                                     |                   |                  |                                                 |                                                                           |
| vrijdag 13 juni 2014 «onderlinge duels» 16:00 (UTC−3) 21:00 (UTC+2) | Spanje            | 1 – 5            | Nederland                                       | Bahia Arena, Salvador Toeschouwers: 48.173 Scheidsrechter: Nicola Rizzoli |
| vrijdag 13 juni 2014 «onderlinge duels» 16:00 (UTC−3) 21:00 (UTC+2) | Alonso 27' (pen.) | wedstrijdverslag | 44', 72' Van Persie 53', 80' Robben 64' De Vrij | Bahia Arena, Salvador Toeschouwers: 48.173 Scheidsrechter: Nicola Rizzoli |

|                                                                     |                                           |                  |            |                                                                             |
| vrijdag 13 juni 2014 «onderlinge duels» 18:00 (UTC−4) 0:00+ (UTC+2) | Chili                                     | 3 – 1            | Australië  | Arena Pantanal, Cuiabá Toeschouwers: 40.275 Scheidsrechter: Noumandiez Doué |
| vrijdag 13 juni 2014 «onderlinge duels» 18:00 (UTC−4) 0:00+ (UTC+2) | Sánchez 12' Valdivia 14' Beausejour 90+2' | wedstrijdverslag | 35' Cahill | Arena Pantanal, Cuiabá Toeschouwers: 40.275 Scheidsrechter: Noumandiez Doué |

|                                                                      |                               |                  |                                     |                                                                                      |
| woensdag 18 juni 2014 «onderlinge duels» 13:00 (UTC−3) 18:00 (UTC+2) | Australië                     | 2 – 3            | Nederland                           | Estádio Beira-Rio, Porto Alegre Toeschouwers: 42.877 Scheidsrechter: Djamel Haimoudi |
| woensdag 18 juni 2014 «onderlinge duels» 13:00 (UTC−3) 18:00 (UTC+2) | Cahill 21' Jedinak 54' (pen.) | wedstrijdverslag | 20' Robben 58' Van Persie 68' Depay | Estádio Beira-Rio, Porto Alegre Toeschouwers: 42.877 Scheidsrechter: Djamel Haimoudi |

|                                                                      |        |                  |                         |                                                                           |
| woensdag 18 juni 2014 «onderlinge duels» 16:00 (UTC−3) 21:00 (UTC+2) | Spanje | 0 – 2            | Chili                   | Maracanã, Rio de Janeiro Toeschouwers: 74.101 Scheidsrechter: Mark Geiger |
| woensdag 18 juni 2014 «onderlinge duels» 16:00 (UTC−3) 21:00 (UTC+2) |        | wedstrijdverslag | 20' Vargas 43' Aránguiz | Maracanã, Rio de Janeiro Toeschouwers: 74.101 Scheidsrechter: Mark Geiger |

|                                                                     |           |                  |                               |                                                                                 |
| maandag 23 juni 2014 «onderlinge duels» 13:00 (UTC−3) 18:00 (UTC+2) | Australië | 0 – 3            | Spanje                        | Arena da Baixada, Curitiba Toeschouwers: 39.375 Scheidsrechter: Nawaf Shukralla |
| maandag 23 juni 2014 «onderlinge duels» 13:00 (UTC−3) 18:00 (UTC+2) |           | wedstrijdverslag | 36' Villa 69' Torres 82' Mata | Arena da Baixada, Curitiba Toeschouwers: 39.375 Scheidsrechter: Nawaf Shukralla |

|                                                                     |                     |                  |       |                                                                                            |
| maandag 23 juni 2014 «onderlinge duels» 13:00 (UTC−3) 18:00 (UTC+2) | Nederland           | 2 – 0            | Chili | Novo Estádio do Corinthians, São Paulo Toeschouwers: 62.996 Scheidsrechter: Bakary Gassama |
| maandag 23 juni 2014 «onderlinge duels» 13:00 (UTC−3) 18:00 (UTC+2) | Fer 77' Depay 90+2' | wedstrijdverslag |       | Novo Estádio do Corinthians, São Paulo Toeschouwers: 62.996 Scheidsrechter: Bakary Gassama |

### Groep C
| Nr. | Land        | GW | Win | Gel | Ver | DV | DT | +/- | Pnt |
| --- | ----------- | -- | --- | --- | --- | -- | -- | --- | --- |
| 1.  | Colombia    | 3  | 3   | 0   | 0   | 9  | 2  | +7  | 9   |
| 2.  | Griekenland | 3  | 1   | 1   | 1   | 2  | 4  | −2  | 4   |
| 3.  | Ivoorkust   | 3  | 1   | 0   | 2   | 4  | 5  | −1  | 3   |
| 4.  | Japan       | 3  | 0   | 1   | 2   | 2  | 6  | −4  | 1   |

|                                                                      |                                         |                  |             |                                                                           |
| zaterdag 14 juni 2014 «onderlinge duels» 13:00 (UTC−3) 18:00 (UTC+2) | Colombia                                | 3 – 0            | Griekenland | Mineirão, Belo Horizonte Toeschouwers: 57.174 Scheidsrechter: Mark Geiger |
| zaterdag 14 juni 2014 «onderlinge duels» 13:00 (UTC−3) 18:00 (UTC+2) | Armero 6' Gutiérrez 58' Rodríguez 90+3' | wedstrijdverslag |             | Mineirão, Belo Horizonte Toeschouwers: 57.174 Scheidsrechter: Mark Geiger |

|                                                                      |                       |                  |           |                                                                                 |
| zaterdag 14 juni 2014 «onderlinge duels» 22:00 (UTC−3) 3:00+ (UTC+2) | Ivoorkust             | 2 – 1            | Japan     | Arena Cidade da Copa, Recife Toeschouwers: 40.267 Scheidsrechter: Enrique Osses |
| zaterdag 14 juni 2014 «onderlinge duels» 22:00 (UTC−3) 3:00+ (UTC+2) | Bony 64' Gervinho 66' | wedstrijdverslag | 16' Honda | Arena Cidade da Copa, Recife Toeschouwers: 40.267 Scheidsrechter: Enrique Osses |

|                                                                       |                            |                  |              |                                                                                         |
| donderdag 19 juni 2014 «onderlinge duels» 13:00 (UTC−3) 18:00 (UTC+2) | Colombia                   | 2 – 1            | Ivoorkust    | Estádio Nacional de Brasília, Brasilia Toeschouwers: 68.748 Scheidsrechter: Howard Webb |
| donderdag 19 juni 2014 «onderlinge duels» 13:00 (UTC−3) 18:00 (UTC+2) | Rodríguez 64' Quintero 70' | wedstrijdverslag | 73' Gervinho | Estádio Nacional de Brasília, Brasilia Toeschouwers: 68.748 Scheidsrechter: Howard Webb |

|                                                                       |       |                  |                      |                                                                          |
| donderdag 19 juni 2014 «onderlinge duels» 19:00 (UTC−3) 0:00+ (UTC+2) | Japan | 0 – 0            | Griekenland          | Arena das Dunas, Natal Toeschouwers: 39.485 Scheidsrechter: Joel Aguilar |
| donderdag 19 juni 2014 «onderlinge duels» 19:00 (UTC−3) 0:00+ (UTC+2) |       | wedstrijdverslag | 27', 38' Katsouranis | Arena das Dunas, Natal Toeschouwers: 39.485 Scheidsrechter: Joel Aguilar |

|                                                                     |               |                  |                                                     |                                                                           |
| dinsdag 24 juni 2014 «onderlinge duels» 16:00 (UTC−4) 22:00 (UTC+2) | Japan         | 1 – 4            | Colombia                                            | Arena Pantanal, Cuiabá Toeschouwers: 40.340 Scheidsrechter: Pedro Proença |
| dinsdag 24 juni 2014 «onderlinge duels» 16:00 (UTC−4) 22:00 (UTC+2) | Okazaki 45+2' | wedstrijdverslag | 17' (pen.) Cuadrado 55', 82' Martínez 90' Rodríguez | Arena Pantanal, Cuiabá Toeschouwers: 40.340 Scheidsrechter: Pedro Proença |

|                                                                     |                                  |                  |           |                                                                      |
| dinsdag 24 juni 2014 «onderlinge duels» 17:00 (UTC−3) 22:00 (UTC+2) | Griekenland                      | 2 – 1            | Ivoorkust | Castelão, Fortaleza Toeschouwers: 59.095 Scheidsrechter: Carlos Vera |
| dinsdag 24 juni 2014 «onderlinge duels» 17:00 (UTC−3) 22:00 (UTC+2) | Samaris 42' Samaras 90+3' (pen.) | wedstrijdverslag | 74' Bony  | Castelão, Fortaleza Toeschouwers: 59.095 Scheidsrechter: Carlos Vera |

### Groep D
| Nr. | Land       | GW | Win | Gel | Ver | DV | DT | +/- | Pnt |
| --- | ---------- | -- | --- | --- | --- | -- | -- | --- | --- |
| 1.  | Costa Rica | 3  | 2   | 1   | 0   | 4  | 1  | +3  | 7   |
| 2.  | Uruguay    | 3  | 2   | 0   | 1   | 4  | 4  | 0   | 6   |
| 3.  | Italië     | 3  | 1   | 0   | 2   | 2  | 3  | −1  | 3   |
| 4.  | Engeland   | 3  | 0   | 1   | 2   | 2  | 4  | −2  | 1   |

|                                                                      |                                    |                  |                                   |                                                                      |
| zaterdag 14 juni 2014 «onderlinge duels» 16:00 (UTC−3) 21:00 (UTC+2) | Uruguay                            | 1 – 3            | Costa Rica                        | Castelão, Fortaleza Toeschouwers: 58.679 Scheidsrechter: Felix Brych |
| zaterdag 14 juni 2014 «onderlinge duels» 16:00 (UTC−3) 21:00 (UTC+2) | Cavani 24' (pen.) M. Pereira 90+4' | wedstrijdverslag | 54' Campbell 57' Duarte 84' Ureña | Castelão, Fortaleza Toeschouwers: 58.679 Scheidsrechter: Felix Brych |

|                                                                      |               |                  |                             |                                                                           |
| zaterdag 14 juni 2014 «onderlinge duels» 18:00 (UTC−4) 0:00+ (UTC+2) | Engeland      | 1 – 2            | Italië                      | Arena Amazônia, Manaus Toeschouwers: 39.800 Scheidsrechter: Björn Kuipers |
| zaterdag 14 juni 2014 «onderlinge duels» 18:00 (UTC−4) 0:00+ (UTC+2) | Sturridge 37' | wedstrijdverslag | 35' Marchisio 50' Balotelli | Arena Amazônia, Manaus Toeschouwers: 39.800 Scheidsrechter: Björn Kuipers |

|                                                                       |                 |                  |            |                                                                                            |
| donderdag 19 juni 2014 «onderlinge duels» 16:00 (UTC−3) 21:00 (UTC+2) | Uruguay         | 2 – 1            | Engeland   | Novo Estádio do Corinthians, São Paulo Toeschouwers: 62.575 Scheidsrechter: Carlos Velasco |
| donderdag 19 juni 2014 «onderlinge duels» 16:00 (UTC−3) 21:00 (UTC+2) | Suárez 39', 85' | wedstrijdverslag | 75' Rooney | Novo Estádio do Corinthians, São Paulo Toeschouwers: 62.575 Scheidsrechter: Carlos Velasco |

|                                                                     |        |                  |            |                                                                                 |
| vrijdag 20 juni 2014 «onderlinge duels» 13:00 (UTC−3) 18:00 (UTC+2) | Italië | 0 – 1            | Costa Rica | Arena Cidade da Copa, Recife Toeschouwers: 40.285 Scheidsrechter: Enrique Osses |
| vrijdag 20 juni 2014 «onderlinge duels» 13:00 (UTC−3) 18:00 (UTC+2) |        | wedstrijdverslag | 44' Ruiz   | Arena Cidade da Copa, Recife Toeschouwers: 40.285 Scheidsrechter: Enrique Osses |

|                                                                     |               |                  |           |                                                                             |
| dinsdag 24 juni 2014 «onderlinge duels» 13:00 (UTC−3) 18:00 (UTC+2) | Italië        | 0 – 1            | Uruguay   | Arena das Dunas, Natal Toeschouwers: 39.706 Scheidsrechter: Marco Rodríguez |
| dinsdag 24 juni 2014 «onderlinge duels» 13:00 (UTC−3) 18:00 (UTC+2) | Marchisio 59' | wedstrijdverslag | 81' Godín | Arena das Dunas, Natal Toeschouwers: 39.706 Scheidsrechter: Marco Rodríguez |

|                                                                     |                  |       |          |                                                                               |
| dinsdag 24 juni 2014 «onderlinge duels» 13:00 (UTC−3) 18:00 (UTC+2) | Costa Rica       | 0 – 0 | Engeland | Mineirão, Belo Horizonte Toeschouwers: 57.823 Scheidsrechter: Djamel Haimoudi |
| dinsdag 24 juni 2014 «onderlinge duels» 13:00 (UTC−3) 18:00 (UTC+2) | wedstrijdverslag |       |          | Mineirão, Belo Horizonte Toeschouwers: 57.823 Scheidsrechter: Djamel Haimoudi |

### Groep E
| Nr. | Land        | GW | Win | Gel | Ver | DV | DT | +/- | Pnt |
| --- | ----------- | -- | --- | --- | --- | -- | -- | --- | --- |
| 1.  | Frankrijk   | 3  | 2   | 1   | 0   | 8  | 2  | +6  | 7   |
| 2.  | Zwitserland | 3  | 2   | 0   | 1   | 7  | 6  | +1  | 6   |
| 3.  | Ecuador     | 3  | 1   | 1   | 1   | 3  | 3  | 0   | 4   |
| 4.  | Honduras    | 3  | 0   | 0   | 3   | 1  | 8  | −7  | 0   |

|                                                                    |                             |                  |              |                                                                                             |
| zondag 15 juni 2014 «onderlinge duels» 13:00 (UTC−3) 18:00 (UTC+2) | Zwitserland                 | 2 – 1            | Ecuador      | Estádio Nacional de Brasília, Brasilia Toeschouwers: 68.351 Scheidsrechter: Ravshan Irmatov |
| zondag 15 juni 2014 «onderlinge duels» 13:00 (UTC−3) 18:00 (UTC+2) | Mehmedi 48' Seferović 90+3' | wedstrijdverslag | 22' Valencia | Estádio Nacional de Brasília, Brasilia Toeschouwers: 68.351 Scheidsrechter: Ravshan Irmatov |

|                                                                    |                                               |                  |                   |                                                                                   |
| zondag 15 juni 2014 «onderlinge duels» 16:00 (UTC−3) 21:00 (UTC+2) | Frankrijk                                     | 3 – 0            | Honduras          | Estádio Beira-Rio, Porto Alegre Toeschouwers: 43.012 Scheidsrechter: Sandro Ricci |
| zondag 15 juni 2014 «onderlinge duels» 16:00 (UTC−3) 21:00 (UTC+2) | Benzema 45' (pen.), 72' Valladares 48' (e.d.) | wedstrijdverslag | 28', 43' Palacios | Estádio Beira-Rio, Porto Alegre Toeschouwers: 43.012 Scheidsrechter: Sandro Ricci |

|                                                                     |                        |                  |                                                             |                                                                          |
| vrijdag 20 juni 2014 «onderlinge duels» 16:00 (UTC−3) 21:00 (UTC+2) | Zwitserland            | 2 – 5            | Frankrijk                                                   | Bahia Arena, Salvador Toeschouwers: 51.003 Scheidsrechter: Björn Kuipers |
| vrijdag 20 juni 2014 «onderlinge duels» 16:00 (UTC−3) 21:00 (UTC+2) | Džemaili 81' Xhaka 87' | wedstrijdverslag | 17' Giroud 18' Matuidi 40' Valbuena 67' Benzema 73' Sissoko | Bahia Arena, Salvador Toeschouwers: 51.003 Scheidsrechter: Björn Kuipers |

|                                                                     |            |                  |                   |                                                                              |
| vrijdag 20 juni 2014 «onderlinge duels» 19:00 (UTC−3) 0:00+ (UTC+2) | Honduras   | 1 – 2            | Ecuador           | Arena da Baixada, Curitiba Toeschouwers: 39.224 Scheidsrechter: Ben Williams |
| vrijdag 20 juni 2014 «onderlinge duels» 19:00 (UTC−3) 0:00+ (UTC+2) | Costly 31' | wedstrijdverslag | 34', 65' Valencia | Arena da Baixada, Curitiba Toeschouwers: 39.224 Scheidsrechter: Ben Williams |

|                                                                      |          |                  |                      |                                                                           |
| woensdag 25 juni 2014 «onderlinge duels» 16:00 (UTC−4) 22:00 (UTC+2) | Honduras | 0 – 3            | Zwitserland          | Arena Amazônia, Manaus Toeschouwers: 40.322 Scheidsrechter: Néstor Pitana |
| woensdag 25 juni 2014 «onderlinge duels» 16:00 (UTC−4) 22:00 (UTC+2) |          | wedstrijdverslag | 6', 31', 71' Shaqiri | Arena Amazônia, Manaus Toeschouwers: 40.322 Scheidsrechter: Néstor Pitana |

|                                                                      |              |                  |           |                                                                               |
| woensdag 25 juni 2014 «onderlinge duels» 17:00 (UTC−3) 22:00 (UTC+2) | Ecuador      | 0 – 0            | Frankrijk | Maracanã, Rio de Janeiro Toeschouwers: 73.749 Scheidsrechter: Noumandiez Doué |
| woensdag 25 juni 2014 «onderlinge duels» 17:00 (UTC−3) 22:00 (UTC+2) | Valencia 50' | wedstrijdverslag |           | Maracanã, Rio de Janeiro Toeschouwers: 73.749 Scheidsrechter: Noumandiez Doué |

### Groep F
| Nr. | Land                  | GW | Win | Gel | Ver | DV | DT | +/- | Pnt |
| --- | --------------------- | -- | --- | --- | --- | -- | -- | --- | --- |
| 1.  | Argentinië            | 3  | 3   | 0   | 0   | 6  | 3  | +3  | 9   |
| 2.  | Nigeria               | 3  | 1   | 1   | 1   | 3  | 3  | 0   | 4   |
| 3.  | Bosnië en Herzegovina | 3  | 1   | 0   | 2   | 4  | 4  | 0   | 3   |
| 4.  | Iran                  | 3  | 0   | 1   | 2   | 1  | 4  | −3  | 1   |

|                                                                    |                               |                  |                       |                                                                            |
| zondag 15 juni 2014 «onderlinge duels» 19:00 (UTC−3) 0:00+ (UTC+2) | Argentinië                    | 2 – 1            | Bosnië en Herzegovina | Maracanã, Rio de Janeiro Toeschouwers: 74.738 Scheidsrechter: Joel Aguilar |
| zondag 15 juni 2014 «onderlinge duels» 19:00 (UTC−3) 0:00+ (UTC+2) | Kolašinac 3' (e.d.) Messi 65' | wedstrijdverslag | 84' Ibišević          | Maracanã, Rio de Janeiro Toeschouwers: 74.738 Scheidsrechter: Joel Aguilar |

|                                                                     |                  |       |         |                                                                             |
| maandag 16 juni 2014 «onderlinge duels» 16:00 (UTC−3) 21:00 (UTC+2) | Iran             | 0 – 0 | Nigeria | Arena da Baixada, Curitiba Toeschouwers: 39.081 Scheidsrechter: Carlos Vera |
| maandag 16 juni 2014 «onderlinge duels» 16:00 (UTC−3) 21:00 (UTC+2) | wedstrijdverslag |       |         | Arena da Baixada, Curitiba Toeschouwers: 39.081 Scheidsrechter: Carlos Vera |

|                                                                      |             |                  |      |                                                                             |
| zaterdag 21 juni 2014 «onderlinge duels» 13:00 (UTC−3) 18:00 (UTC+2) | Argentinië  | 1 – 0            | Iran | Mineirão, Belo Horizonte Toeschouwers: 57.698 Scheidsrechter: Milorad Mažić |
| zaterdag 21 juni 2014 «onderlinge duels» 13:00 (UTC−3) 18:00 (UTC+2) | Messi 90+1' | wedstrijdverslag |      | Mineirão, Belo Horizonte Toeschouwers: 57.698 Scheidsrechter: Milorad Mažić |

|                                                                      |                |                  |                       |                                                                           |
| zaterdag 21 juni 2014 «onderlinge duels» 18:00 (UTC−4) 0:00+ (UTC+2) | Nigeria        | 1 – 0            | Bosnië en Herzegovina | Arena Pantanal, Cuiabá Toeschouwers: 40.499 Scheidsrechter: Peter O'Leary |
| zaterdag 21 juni 2014 «onderlinge duels» 18:00 (UTC−4) 0:00+ (UTC+2) | Odemwingie 29' | wedstrijdverslag |                       | Arena Pantanal, Cuiabá Toeschouwers: 40.499 Scheidsrechter: Peter O'Leary |

|                                                                      |              |                  |                          |                                                                                     |
| woensdag 25 juni 2014 «onderlinge duels» 13:00 (UTC−3) 18:00 (UTC+2) | Nigeria      | 2 – 3            | Argentinië               | Estádio Beira-Rio, Porto Alegre Toeschouwers: 43.285 Scheidsrechter: Nicola Rizzoli |
| woensdag 25 juni 2014 «onderlinge duels» 13:00 (UTC−3) 18:00 (UTC+2) | Musa 4', 47' | wedstrijdverslag | 3', 45+1' Messi 50' Rojo | Estádio Beira-Rio, Porto Alegre Toeschouwers: 43.285 Scheidsrechter: Nicola Rizzoli |

|                                                                      |                                    |                  |                    |                                                                           |
| woensdag 25 juni 2014 «onderlinge duels» 13:00 (UTC−3) 18:00 (UTC+2) | Bosnië en Herzegovina              | 3 – 1            | Iran               | Bahia Arena, Salvador Toeschouwers: 48.011 Scheidsrechter: Carlos Velasco |
| woensdag 25 juni 2014 «onderlinge duels» 13:00 (UTC−3) 18:00 (UTC+2) | Džeko 23' Pjanić 59' Vršajević 83' | wedstrijdverslag | 82' Ghoochannejhad | Bahia Arena, Salvador Toeschouwers: 48.011 Scheidsrechter: Carlos Velasco |

### Groep G
| Nr. | Land             | GW | Win | Gel | Ver | DV | DT | +/- | Pnt |
| --- | ---------------- | -- | --- | --- | --- | -- | -- | --- | --- |
| 1.  | Duitsland        | 3  | 2   | 1   | 0   | 7  | 2  | +5  | 7   |
| 2.  | Verenigde Staten | 3  | 1   | 1   | 1   | 4  | 4  | 0   | 4   |
| 3.  | Portugal         | 3  | 1   | 1   | 1   | 4  | 7  | −3  | 4   |
| 4.  | Ghana            | 3  | 0   | 1   | 2   | 4  | 6  | −2  | 1   |

|                                                                     |                                           |                  |          |                                                                          |
| maandag 16 juni 2014 «onderlinge duels» 13:00 (UTC−3) 18:00 (UTC+2) | Duitsland                                 | 4 – 0            | Portugal | Bahia Arena, Salvador Toeschouwers: 51.081 Scheidsrechter: Milorad Mažić |
| maandag 16 juni 2014 «onderlinge duels» 13:00 (UTC−3) 18:00 (UTC+2) | Müller 12' (pen.), 45+1', 78' Hummels 32' | wedstrijdverslag | 37' Pepe | Bahia Arena, Salvador Toeschouwers: 51.081 Scheidsrechter: Milorad Mažić |

|                                                                     |          |                  |                       |                                                                            |
| maandag 16 juni 2014 «onderlinge duels» 19:00 (UTC−3) 0:00+ (UTC+2) | Ghana    | 1 – 2            | Verenigde Staten      | Arena das Dunas, Natal Toeschouwers: 39.760 Scheidsrechter: Jonas Eriksson |
| maandag 16 juni 2014 «onderlinge duels» 19:00 (UTC−3) 0:00+ (UTC+2) | Ayew 82' | wedstrijdverslag | 1' Dempsey 86' Brooks | Arena das Dunas, Natal Toeschouwers: 39.760 Scheidsrechter: Jonas Eriksson |

|                                                                      |                     |                  |                   |                                                                       |
| zaterdag 21 juni 2014 «onderlinge duels» 16:00 (UTC−3) 21:00 (UTC+2) | Duitsland           | 2 – 2            | Ghana             | Castelão, Fortaleza Toeschouwers: 60.000 Scheidsrechter: Sandro Ricci |
| zaterdag 21 juni 2014 «onderlinge duels» 16:00 (UTC−3) 21:00 (UTC+2) | Götze 51' Klose 71' | wedstrijdverslag | 54' Ayew 63' Gyan | Castelão, Fortaleza Toeschouwers: 60.000 Scheidsrechter: Sandro Ricci |

|                                                                    |                       |                  |                      |                                                                           |
| zondag 22 juni 2014 «onderlinge duels» 18:00 (UTC−4) 0:00+ (UTC+2) | Verenigde Staten      | 2 – 2            | Portugal             | Arena Amazônia, Manaus Toeschouwers: 39.000 Scheidsrechter: Néstor Pitana |
| zondag 22 juni 2014 «onderlinge duels» 18:00 (UTC−4) 0:00+ (UTC+2) | Jones 64' Dempsey 81' | wedstrijdverslag | 5' Nani 90+5' Varela | Arena Amazônia, Manaus Toeschouwers: 39.000 Scheidsrechter: Néstor Pitana |

|                                                                       |                  |                  |            |                                                                                   |
| donderdag 26 juni 2014 «onderlinge duels» 13:00 (UTC−3) 18:00 (UTC+2) | Verenigde Staten | 0 – 1            | Duitsland  | Arena Cidade da Copa, Recife Toeschouwers: 41.876 Scheidsrechter: Ravshan Irmatov |
| donderdag 26 juni 2014 «onderlinge duels» 13:00 (UTC−3) 18:00 (UTC+2) |                  | wedstrijdverslag | 55' Müller | Arena Cidade da Copa, Recife Toeschouwers: 41.876 Scheidsrechter: Ravshan Irmatov |

|                                                                       |                             |                  |          |                                                                                             |
| donderdag 26 juni 2014 «onderlinge duels» 13:00 (UTC−3) 18:00 (UTC+2) | Portugal                    | 2 – 1            | Ghana    | Estádio Nacional de Brasília, Brasilia Toeschouwers: 67.540 Scheidsrechter: Nawaf Shukralla |
| donderdag 26 juni 2014 «onderlinge duels» 13:00 (UTC−3) 18:00 (UTC+2) | Boye 31' (e.d.) Ronaldo 80' | wedstrijdverslag | 57' Gyan | Estádio Nacional de Brasília, Brasilia Toeschouwers: 67.540 Scheidsrechter: Nawaf Shukralla |

### Groep H
| Nr. | Land       | GW | Win | Gel | Ver | DV | DT | +/- | Pnt |
| --- | ---------- | -- | --- | --- | --- | -- | -- | --- | --- |
| 1.  | België     | 3  | 3   | 0   | 0   | 4  | 1  | +3  | 9   |
| 2.  | Algerije   | 3  | 1   | 1   | 1   | 6  | 5  | +1  | 4   |
| 3.  | Rusland    | 3  | 0   | 2   | 1   | 2  | 3  | −1  | 2   |
| 4.  | Zuid-Korea | 3  | 0   | 1   | 2   | 3  | 6  | −3  | 1   |

|                                                                     |                          |                  |                     |                                                                               |
| dinsdag 17 juni 2014 «onderlinge duels» 13:00 (UTC−3) 18:00 (UTC+2) | België                   | 2 – 1            | Algerije            | Mineirão, Belo Horizonte Toeschouwers: 56.800 Scheidsrechter: Marco Rodríguez |
| dinsdag 17 juni 2014 «onderlinge duels» 13:00 (UTC−3) 18:00 (UTC+2) | Fellaini 70' Mertens 80' | wedstrijdverslag | 25' (pen.) Feghouli | Mineirão, Belo Horizonte Toeschouwers: 56.800 Scheidsrechter: Marco Rodríguez |

|                                                                     |               |                  |                 |                                                                           |
| dinsdag 17 juni 2014 «onderlinge duels» 18:00 (UTC−4) 0:00+ (UTC+2) | Rusland       | 1 – 1            | Zuid-Korea      | Arena Pantanal, Cuiabá Toeschouwers: 37.603 Scheidsrechter: Néstor Pitana |
| dinsdag 17 juni 2014 «onderlinge duels» 18:00 (UTC−4) 0:00+ (UTC+2) | Kerzjakov 74' | wedstrijdverslag | 68' Lee Keun-ho | Arena Pantanal, Cuiabá Toeschouwers: 37.603 Scheidsrechter: Néstor Pitana |

|                                                                    |           |                  |         |                                                                           |
| zondag 22 juni 2014 «onderlinge duels» 13:00 (UTC−3) 18:00 (UTC+2) | België    | 1 – 0            | Rusland | Maracanã, Rio de Janeiro Toeschouwers: 73.819 Scheidsrechter: Felix Brych |
| zondag 22 juni 2014 «onderlinge duels» 13:00 (UTC−3) 18:00 (UTC+2) | Origi 88' | wedstrijdverslag |         | Maracanã, Rio de Janeiro Toeschouwers: 73.819 Scheidsrechter: Felix Brych |

|                                                                    |                                    |                  |                                                 |                                                                                    |
| zondag 22 juni 2014 «onderlinge duels» 16:00 (UTC−3) 21:00 (UTC+2) | Zuid-Korea                         | 2 – 4            | Algerije                                        | Estádio Beira-Rio, Porto Alegre Toeschouwers: 42.000 Scheidsrechter: Wilmar Roldán |
| zondag 22 juni 2014 «onderlinge duels» 16:00 (UTC−3) 21:00 (UTC+2) | Son Heung-min 50' Koo Ja-cheol 72' | wedstrijdverslag | 26' Slimani 28' Halliche 38' Djabou 62' Brahimi | Estádio Beira-Rio, Porto Alegre Toeschouwers: 42.000 Scheidsrechter: Wilmar Roldán |

|                                                                       |            |                  |                           |                                                                                          |
| donderdag 26 juni 2014 «onderlinge duels» 17:00 (UTC−3) 22:00 (UTC+2) | Zuid-Korea | 0 – 1            | België                    | Novo Estádio do Corinthians, São Paulo Toeschouwers: 61.397 Scheidsrechter: Ben Williams |
| donderdag 26 juni 2014 «onderlinge duels» 17:00 (UTC−3) 22:00 (UTC+2) |            | wedstrijdverslag | 45' Defour 78' Vertonghen | Novo Estádio do Corinthians, São Paulo Toeschouwers: 61.397 Scheidsrechter: Ben Williams |

|                                                                       |             |                  |            |                                                                              |
| donderdag 26 juni 2014 «onderlinge duels» 17:00 (UTC−3) 22:00 (UTC+2) | Algerije    | 1 – 1            | Rusland    | Arena da Baixada, Curitiba Toeschouwers: 39.311 Scheidsrechter: Cüneyt Çakır |
| donderdag 26 juni 2014 «onderlinge duels» 17:00 (UTC−3) 22:00 (UTC+2) | Slimani 60' | wedstrijdverslag | 6' Kokorin | Arena da Baixada, Curitiba Toeschouwers: 39.311 Scheidsrechter: Cüneyt Çakır |

## Knock-outfase
|  | Achtste finales          | Achtste finales         |                          |       | Kwartfinales | Kwartfinales |                    |                    | Halve finales | Halve finales |  |  | Finale | Finale |
|  |                          |                         |                          |       |              |              |                    |                    |               |               |  |  |        |        |
|  | 28 juni – Belo Horizonte |                         |                          |       |              |              |                    |                    |               |               |  |  |        |        |
|  |                          |                         |                          |       |              |              |                    |                    |               |               |  |  |        |        |
|  | Brazilië (w.n.s.)        | 1 (3)                   |                          |       |              |              |                    |                    |               |               |  |  |        |        |
|  | Brazilië (w.n.s.)        | 1 (3)                   | 4 juli – Fortaleza       |       |              |              |                    |                    |               |               |  |  |        |        |
|  | Chili                    | 1 (2)                   |                          |       |              |              |                    |                    |               |               |  |  |        |        |
|  | Chili                    | 1 (2)                   | Brazilië                 | 2     |              |              |                    |                    |               |               |  |  |        |        |
|  | 28 juni – Rio de Janeiro |                         | Brazilië                 | 2     |              |              |                    |                    |               |               |  |  |        |        |
|  |                          | Colombia                | 1                        |       |              |              |                    |                    |               |               |  |  |        |        |
|  | Colombia                 | Colombia                | 1                        | 2     |              |              |                    |                    |               |               |  |  |        |        |
|  | Colombia                 |                         | 8 juli – Belo Horizonte  | 2     |              |              |                    |                    |               |               |  |  |        |        |
|  | Uruguay                  | 0                       |                          |       |              |              |                    |                    |               |               |  |  |        |        |
|  | Uruguay                  | 0                       | Brazilië                 | 1     |              |              |                    |                    |               |               |  |  |        |        |
|  | 30 juni – Brasília       |                         | Brazilië                 | 1     |              |              |                    |                    |               |               |  |  |        |        |
|  |                          | Duitsland               | 7                        |       |              |              |                    |                    |               |               |  |  |        |        |
|  | Frankrijk                | Duitsland               | 7                        | 2     |              |              |                    |                    |               |               |  |  |        |        |
|  | Frankrijk                | 4 juli – Rio de Janeiro |                          | 2     |              |              |                    |                    |               |               |  |  |        |        |
|  | Nigeria                  | 0                       |                          |       |              |              |                    |                    |               |               |  |  |        |        |
|  | Nigeria                  | 0                       | Frankrijk                | 0     |              |              |                    |                    |               |               |  |  |        |        |
|  | 30 juni – Porto Alegre   |                         | Frankrijk                | 0     |              |              |                    |                    |               |               |  |  |        |        |
|  |                          | Duitsland               | 1                        |       |              |              |                    |                    |               |               |  |  |        |        |
|  | Duitsland                | Duitsland               | 1                        | 2     |              |              |                    |                    |               |               |  |  |        |        |
|  | Duitsland                |                         | 13 juli – Rio de Janeiro | 2     |              |              |                    |                    |               |               |  |  |        |        |
|  | Algerije                 | 1                       |                          |       |              |              |                    |                    |               |               |  |  |        |        |
|  | Algerije                 | 1                       | Duitsland                | 1     |              |              |                    |                    |               |               |  |  |        |        |
|  | 29 juni – Fortaleza      |                         | Duitsland                | 1     |              |              |                    |                    |               |               |  |  |        |        |
|  |                          | Argentinië              | 0                        |       |              |              |                    |                    |               |               |  |  |        |        |
|  | Nederland                | Argentinië              | 0                        | 2     |              |              |                    |                    |               |               |  |  |        |        |
|  | Nederland                | 5 juli – Salvador       |                          | 2     |              |              |                    |                    |               |               |  |  |        |        |
|  | Mexico                   | 1                       |                          |       |              |              |                    |                    |               |               |  |  |        |        |
|  | Mexico                   | 1                       | Nederland (w.n.s.)       | 0 (4) |              |              |                    |                    |               |               |  |  |        |        |
|  | 29 juni – Recife         |                         | Nederland (w.n.s.)       | 0 (4) |              |              |                    |                    |               |               |  |  |        |        |
|  |                          | Costa Rica              | 0 (3)                    |       |              |              |                    |                    |               |               |  |  |        |        |
|  | Costa Rica (w.n.s.)      | Costa Rica              | 0 (3)                    | 1 (5) |              |              |                    |                    |               |               |  |  |        |        |
|  | Costa Rica (w.n.s.)      |                         | 9 juli – São Paulo       | 1 (5) |              |              |                    |                    |               |               |  |  |        |        |
|  | Griekenland              | 1 (3)                   |                          |       |              |              |                    |                    |               |               |  |  |        |        |
|  | Griekenland              | 1 (3)                   | Nederland                | 0 (2) |              |              |                    |                    |               |               |  |  |        |        |
|  | 1 juli – São Paulo       |                         | Nederland                | 0 (2) |              |              |                    |                    |               |               |  |  |        |        |
|  |                          | Argentinië (w.n.s.)     | 0 (4)                    |       | Troostfinale | Troostfinale |                    |                    |               |               |  |  |        |        |
|  | Argentinië               | Argentinië (w.n.s.)     | 0 (4)                    | 1     | Troostfinale | Troostfinale |                    |                    |               |               |  |  |        |        |
|  | Argentinië               | 5 juli – Brasília       | 5 juli – Brasília        | 1     |              |              | 12 juli – Brasília | 12 juli – Brasília |               |               |  |  |        |        |
|  | Zwitserland              | 5 juli – Brasília       | 5 juli – Brasília        | 0     |              |              | 12 juli – Brasília | 12 juli – Brasília |               |               |  |  |        |        |
|  | Zwitserland              | Argentinië              | 1                        | 0     | Brazilië     | 0            |                    |                    |               |               |  |  |        |        |
|  | 1 juli – Salvador        | Argentinië              | 1                        |       | Brazilië     | 0            |                    |                    |               |               |  |  |        |        |
|  |                          | België                  | 0                        |       | Nederland    | 3            |                    |                    |               |               |  |  |        |        |
|  | België                   | België                  | 0                        | 2     | Nederland    | 3            |                    |                    |               |               |  |  |        |        |
|  | België                   |                         |                          | 2     |              |              |                    |                    |               |               |  |  |        |        |
|  | Verenigde Staten         | 1                       |                          |       |              |              |                    |                    |               |               |  |  |        |        |
|  | Verenigde Staten         | 1                       |                          |       |              |              |                    |                    |               |               |  |  |        |        |

### Achtste finales
Voor de achtste finales plaatsten zes Europese landen zich, evenveel als vorig WK, Zuid Amerika had opnieuw vijf tickets, Noord Amerika drie in plaats van twee, Afrika twee in plaats van één, Azië had geen deelnemers meer, vorig WK twee.
Nederland, Duitsland, Uruguay, Brazilië, Argentinië, Chili, Mexico en de Verenigde Staten waren er opnieuw bij, Paraguay, Slowakije en Engeland werden respectievelijk uitgeschakeld door Colombia, Griekenland en Costa Rica, Japan door zowel Colombia als Griekenland, Zuid Korea door zowel België als Algerije. De plaatsen van Spanje, Portugal en Ghana werden ingenomen door Zwitserland, Frankrijk en Nigeria.
|                                                                      |                                  |                  |                                    |                                                                           |
| zaterdag 28 juni 2014 «onderlinge duels» 13:00 (UTC−3) 18:00 (UTC+2) | Brazilië                         | 1 – 1 (nv)       | Chili                              | Mineirão, Belo Horizonte Toeschouwers: 57.714 Scheidsrechter: Howard Webb |
| zaterdag 28 juni 2014 «onderlinge duels» 13:00 (UTC−3) 18:00 (UTC+2) | Luiz 18'                         | wedstrijdverslag | 32' Sánchez                        | Mineirão, Belo Horizonte Toeschouwers: 57.714 Scheidsrechter: Howard Webb |
| zaterdag 28 juni 2014 «onderlinge duels» 13:00 (UTC−3) 18:00 (UTC+2) | Strafschoppen                    |                  |                                    | Mineirão, Belo Horizonte Toeschouwers: 57.714 Scheidsrechter: Howard Webb |
| zaterdag 28 juni 2014 «onderlinge duels» 13:00 (UTC−3) 18:00 (UTC+2) | Luiz Willian Marcelo Hulk Neymar | 3 – 2            | Pinilla Sánchez Aránguiz Díaz Jara | Mineirão, Belo Horizonte Toeschouwers: 57.714 Scheidsrechter: Howard Webb |

|                                                                      |                    |                  |         |                                                                             |
| zaterdag 28 juni 2014 «onderlinge duels» 17:00 (UTC−3) 22:00 (UTC+2) | Colombia           | 2 – 0            | Uruguay | Maracanã, Rio de Janeiro Toeschouwers: 73.804 Scheidsrechter: Björn Kuipers |
| zaterdag 28 juni 2014 «onderlinge duels» 17:00 (UTC−3) 22:00 (UTC+2) | Rodríguez 28', 50' | wedstrijdverslag |         | Maracanã, Rio de Janeiro Toeschouwers: 73.804 Scheidsrechter: Björn Kuipers |

|                                                                    |                                     |                  |                |                                                                        |
| zondag 29 juni 2014 «onderlinge duels» 13:00 (UTC−3) 18:00 (UTC+2) | Nederland                           | 2 – 1            | Mexico         | Castelão, Fortaleza Toeschouwers: 58.817 Scheidsrechter: Pedro Proença |
| zondag 29 juni 2014 «onderlinge duels» 13:00 (UTC−3) 18:00 (UTC+2) | Sneijder 88' Huntelaar 90+4' (pen.) | wedstrijdverslag | 48' Dos Santos | Castelão, Fortaleza Toeschouwers: 58.817 Scheidsrechter: Pedro Proença |

|                                                                    |                                     |                  |                                            |                                                                                |
| zondag 29 juni 2014 «onderlinge duels» 17:00 (UTC−3) 22:00 (UTC+2) | Costa Rica                          | 1 – 1 (nv)       | Griekenland                                | Arena Cidade da Copa, Recife Toeschouwers: 41.242 Scheidsrechter: Ben Williams |
| zondag 29 juni 2014 «onderlinge duels» 17:00 (UTC−3) 22:00 (UTC+2) | Ruiz 52' Duarte 42', 66'            | wedstrijdverslag | 90+1' Papastathopoulos                     | Arena Cidade da Copa, Recife Toeschouwers: 41.242 Scheidsrechter: Ben Williams |
| zondag 29 juni 2014 «onderlinge duels» 17:00 (UTC−3) 22:00 (UTC+2) | Strafschoppen                       |                  |                                            | Arena Cidade da Copa, Recife Toeschouwers: 41.242 Scheidsrechter: Ben Williams |
| zondag 29 juni 2014 «onderlinge duels» 17:00 (UTC−3) 22:00 (UTC+2) | Borges Ruiz González Campbell Umaña | 5 – 3            | Mitroglou Christodoulopoulos Holebas Gekas | Arena Cidade da Copa, Recife Toeschouwers: 41.242 Scheidsrechter: Ben Williams |

|                                                                     |                             |                  |         |                                                                                         |
| maandag 30 juni 2014 «onderlinge duels» 13:00 (UTC−3) 18:00 (UTC+2) | Frankrijk                   | 2 – 0            | Nigeria | Estádio Nacional de Brasília, Brasilia Toeschouwers: 67.882 Scheidsrechter: Mark Geiger |
| maandag 30 juni 2014 «onderlinge duels» 13:00 (UTC−3) 18:00 (UTC+2) | Pogba 79' Yobo 90+2' (e.d.) | wedstrijdverslag |         | Estádio Nacional de Brasília, Brasilia Toeschouwers: 67.882 Scheidsrechter: Mark Geiger |

|                                                                     |                        |                  |               |                                                                                   |
| maandag 30 juni 2014 «onderlinge duels» 17:00 (UTC−3) 22:00 (UTC+2) | Duitsland              | 2 – 1 (nv)       | Algerije      | Estádio Beira-Rio, Porto Alegre Toeschouwers: 43.063 Scheidsrechter: Sandro Ricci |
| maandag 30 juni 2014 «onderlinge duels» 17:00 (UTC−3) 22:00 (UTC+2) | Schürrle 92' Özil 120' | wedstrijdverslag | 120+1' Djabou | Estádio Beira-Rio, Porto Alegre Toeschouwers: 43.063 Scheidsrechter: Sandro Ricci |

|                                                                    |               |                  |             |                                                                                            |
| dinsdag 1 juli 2014 «onderlinge duels» 13:00 (UTC−3) 18:00 (UTC+2) | Argentinië    | 1 – 0 (nv)       | Zwitserland | Novo Estádio do Corinthians, São Paulo Toeschouwers: 63.255 Scheidsrechter: Jonas Eriksson |
| dinsdag 1 juli 2014 «onderlinge duels» 13:00 (UTC−3) 18:00 (UTC+2) | Di María 118' | wedstrijdverslag |             | Novo Estádio do Corinthians, São Paulo Toeschouwers: 63.255 Scheidsrechter: Jonas Eriksson |

|                                                                    |                           |                  |                  |                                                                            |
| dinsdag 1 juli 2014 «onderlinge duels» 17:00 (UTC−3) 22:00 (UTC+2) | België                    | 2 – 1 (nv)       | Verenigde Staten | Bahia Arena, Salvador Toeschouwers: 51.227 Scheidsrechter: Djamel Haimoudi |
| dinsdag 1 juli 2014 «onderlinge duels» 17:00 (UTC−3) 22:00 (UTC+2) | De Bruyne 93' Lukaku 105' | wedstrijdverslag | 107' Green       | Bahia Arena, Salvador Toeschouwers: 51.227 Scheidsrechter: Djamel Haimoudi |

### Kwartfinales
In vergelijking met het vorige WK plaatsten vier Europese landen zich voor de kwartfinales, tijdens het vorige WK drie. Drie Zuid-Amerikaanse landen plaatsten zich voor kwartfinales, 1 minder dan tijdens het vorige WK. De plaats van Noord-Amerika gaat ten koste van Afrika.
Nederland, Duitsland, Argentinië en Brazilië plaatsten zich opnieuw voor de kwartfinales. Colombia schakelde zowel Paraguay als Uruguay uit, België, Frankrijk en Costa Rica namen de plaats in van Spanje en Ghana.
|                                                                    |           |                  |             |                                                                             |
| vrijdag 4 juli 2014 «onderlinge duels» 13:00 (UTC−3) 18:00 (UTC+2) | Frankrijk | 0 – 1            | Duitsland   | Maracanã, Rio de Janeiro Toeschouwers: 74.240 Scheidsrechter: Néstor Pitana |
| vrijdag 4 juli 2014 «onderlinge duels» 13:00 (UTC−3) 18:00 (UTC+2) |           | wedstrijdverslag | 13' Hummels | Maracanã, Rio de Janeiro Toeschouwers: 74.240 Scheidsrechter: Néstor Pitana |

|                                                                    |                   |                  |                      |                                                                         |
| vrijdag 4 juli 2014 «onderlinge duels» 17:00 (UTC−3) 22:00 (UTC+2) | Brazilië          | 2 – 1            | Colombia             | Castelão, Fortaleza Toeschouwers: 60.342 Scheidsrechter: Carlos Velasco |
| vrijdag 4 juli 2014 «onderlinge duels» 17:00 (UTC−3) 22:00 (UTC+2) | Silva 7' Luiz 69' | wedstrijdverslag | 80' (pen.) Rodríguez | Castelão, Fortaleza Toeschouwers: 60.342 Scheidsrechter: Carlos Velasco |

|                                                                     |            |                  |        |                                                                                            |
| zaterdag 5 juli 2014 «onderlinge duels» 13:00 (UTC−3) 18:00 (UTC+2) | Argentinië | 1 – 0            | België | Estádio Nacional de Brasília, Brasilia Toeschouwers: 68.551 Scheidsrechter: Nicola Rizzoli |
| zaterdag 5 juli 2014 «onderlinge duels» 13:00 (UTC−3) 18:00 (UTC+2) | Higuaín 8' | wedstrijdverslag |        | Estádio Nacional de Brasília, Brasilia Toeschouwers: 68.551 Scheidsrechter: Nicola Rizzoli |

|                                                                     |                                  |            |                                    |                                                                            |
| zaterdag 5 juli 2014 «onderlinge duels» 17:00 (UTC−3) 22:00 (UTC+2) | Nederland                        | 0 – 0 (nv) | Costa Rica                         | Bahia Arena, Salvador Toeschouwers: 51.179 Scheidsrechter: Ravshan Irmatov |
| zaterdag 5 juli 2014 «onderlinge duels» 17:00 (UTC−3) 22:00 (UTC+2) | wedstrijdverslag                 |            |                                    | Bahia Arena, Salvador Toeschouwers: 51.179 Scheidsrechter: Ravshan Irmatov |
| zaterdag 5 juli 2014 «onderlinge duels» 17:00 (UTC−3) 22:00 (UTC+2) | Strafschoppen                    |            |                                    | Bahia Arena, Salvador Toeschouwers: 51.179 Scheidsrechter: Ravshan Irmatov |
| zaterdag 5 juli 2014 «onderlinge duels» 17:00 (UTC−3) 22:00 (UTC+2) | Van Persie Robben Sneijder Kuijt | 4 – 3      | Borges Ruiz González Bolaños Umaña | Bahia Arena, Salvador Toeschouwers: 51.179 Scheidsrechter: Ravshan Irmatov |

### Halve finales
In vergelijking met het vorige WK plaatsten Duitsland en Nederland zich opnieuw voor de halve finales, Brazilië en Argentinië namen de plaats in van Spanje en Uruguay. Twee ploegen van zowel Zuid-Amerika als Europa plaatsten zich, vorig WK was de verhouding een tegen drie.
|                                                                    |           |                  |                                                                   |                                                                               |
| dinsdag 8 juli 2014 «onderlinge duels» 17:00 (UTC−3) 22:00 (UTC+2) | Brazilië  | 1 – 7            | Duitsland                                                         | Mineirão, Belo Horizonte Toeschouwers: 58.141 Scheidsrechter: Marco Rodríguez |
| dinsdag 8 juli 2014 «onderlinge duels» 17:00 (UTC−3) 22:00 (UTC+2) | Oscar 90' | wedstrijdverslag | 11' Müller 23' Klose 24', 26' Kroos 29' Khedira 69', 79' Schürrle | Mineirão, Belo Horizonte Toeschouwers: 58.141 Scheidsrechter: Marco Rodríguez |

|                                                                     |                             |            |                              |                                                                                          |
| woensdag 9 juli 2014 «onderlinge duels» 17:00 (UTC−3) 22:00 (UTC+2) | Nederland                   | 0 – 0 (nv) | Argentinië                   | Novo Estádio do Corinthians, São Paulo Toeschouwers: 63.267 Scheidsrechter: Cüneyt Çakır |
| woensdag 9 juli 2014 «onderlinge duels» 17:00 (UTC−3) 22:00 (UTC+2) | wedstrijdverslag            |            |                              | Novo Estádio do Corinthians, São Paulo Toeschouwers: 63.267 Scheidsrechter: Cüneyt Çakır |
| woensdag 9 juli 2014 «onderlinge duels» 17:00 (UTC−3) 22:00 (UTC+2) | Strafschoppen               |            |                              | Novo Estádio do Corinthians, São Paulo Toeschouwers: 63.267 Scheidsrechter: Cüneyt Çakır |
| woensdag 9 juli 2014 «onderlinge duels» 17:00 (UTC−3) 22:00 (UTC+2) | Vlaar Robben Sneijder Kuijt | 2 – 4      | Messi Garay Agüero Rodríguez | Novo Estádio do Corinthians, São Paulo Toeschouwers: 63.267 Scheidsrechter: Cüneyt Çakır |

### 3e/4e plaats
|                                                                      |          |                  |                                                |                                                                                             |
| zaterdag 12 juli 2014 «onderlinge duels» 17:00 (UTC−3) 22:00 (UTC+2) | Brazilië | 0 – 3            | Nederland                                      | Estádio Nacional de Brasília, Brasilia Toeschouwers: 68.043 Scheidsrechter: Djamel Haimoudi |
| zaterdag 12 juli 2014 «onderlinge duels» 17:00 (UTC−3) 22:00 (UTC+2) |          | wedstrijdverslag | 3' (pen.) Van Persie 17' Blind 90+1' Wijnaldum | Estádio Nacional de Brasília, Brasilia Toeschouwers: 68.043 Scheidsrechter: Djamel Haimoudi |

### Finale
In vergelijking met het vorige WK schakelde Argentinië Nederland uit, Duitsland nam de plaats in van Spanje. Was de vorige finale een Europese gelegenheid, nu ging de finale tussen een ploeg uit Europa en Zuid-Amerika.
|                                                                    |            |            |            |                                                                              |
| zondag 13 juli 2014 «onderlinge duels» 16:00 (UTC−3) 21:00 (UTC+2) | Duitsland  | 1 – 0 (nv) | Argentinië | Maracanã, Rio de Janeiro Toeschouwers: 74.738 Scheidsrechter: Nicola Rizzoli |
| zondag 13 juli 2014 «onderlinge duels» 16:00 (UTC−3) 21:00 (UTC+2) | Götze 113' |            |            | Maracanã, Rio de Janeiro Toeschouwers: 74.738 Scheidsrechter: Nicola Rizzoli |

| 2014 Wereldkampioen    |
| ---------------------- |
|                        |
| Duitsland Vierde titel |

## Doelpuntenmakers
6 doelpunten
- James Rodríguez

5 doelpunten
- Thomas Müller

4 doelpunten
- Lionel Messi
- Neymar
- Robin van Persie

3 doelpunten
- André Schürrle
- Enner Valencia
- Karim Benzema
- Arjen Robben
- Xherdan Shaqiri

2 doelpunten
- Abdelmoumene Djabou
- Islam Slimani
- Tim Cahill
- David Luiz
- Oscar
- Alexis Sánchez
- Jackson Martínez
- Bryan Ruiz
- Mats Hummels
- Mario Götze
- Miroslav Klose
- Toni Kroos
- André Ayew
- Asamoah Gyan
- Wilfried Bony
- Gervinho
- Mario Mandžukić
- Ivan Perišić
- Memphis Depay
- Ahmed Musa
- Luis Suárez
- Clint Dempsey

1 doelpunt
- Yacine Brahimi
- Sofiane Feghouli
- Rafik Halliche
- Ángel Di María
- Gonzalo Higuaín
- Marcos Rojo
- Mile Jedinak
- Kevin De Bruyne
- Marouane Fellaini
- Romelu Lukaku
- Dries Mertens
- Divock Origi
- Jan Vertonghen
- Edin Džeko
- Vedad Ibišević
- Miralem Pjanić
- Avdija Vršajević
- Fernandinho
- Fred
- Thiago Silva
- Charles Aránguiz
- Jean Beausejour
- Jorge Valdivia
- Eduardo Vargas
- Pablo Armero
- Juan Cuadrado
- Teófilo Gutiérrez
- Juan Fernando Quintero
- Joel Campbell
- Óscar Duarte
- Marco Ureña
- Sami Khedira
- Mesut Özil
- Wayne Rooney
- Daniel Sturridge
- Olivier Giroud
- Blaise Matuidi
- Paul Pogba
- Moussa Sissoko
- Mathieu Valbuena
- Sokratis Papastathopoulos
- Georgios Samaras
- Andreas Samaris
- Carlo Costly
- Reza Ghoochannejhad
- Mario Balotelli
- Claudio Marchisio
- Keisuke Honda
- Shinji Okazaki
- Joël Matip
- Ivica Olić
- Giovani dos Santos
- Andrés Guardado
- Javier Hernández
- Rafael Márquez
- Oribe Peralta
- Daley Blind
- Leroy Fer
- Klaas-Jan Huntelaar
- Wesley Sneijder
- Stefan de Vrij
- Georginio Wijnaldum
- Peter Odemwingie
- Nani
- Cristiano Ronaldo
- Silvestre Varela
- Aleksandr Kerzjakov
- Aleksandr Kokorin
- Xabi Alonso
- Juan Mata
- Fernando Torres
- David Villa
- Edinson Cavani
- Diego Godín
- John Brooks
- Julian Green
- Jermaine Jones
- Koo Ja-cheol
- Lee Keun-ho
- Son Heung-min
- Blerim Džemaili
- Admir Mehmedi
- Haris Seferović
- Granit Xhaka

Eigen doelpunten
- Sead Kolašinac (voor Argentinië)
- Marcelo (voor Kroatië)
- John Boye (voor Portugal)
- Noel Valladares (voor Frankrijk)
- Joseph Yobo (voor Frankrijk)

## WK 2014 in beeld

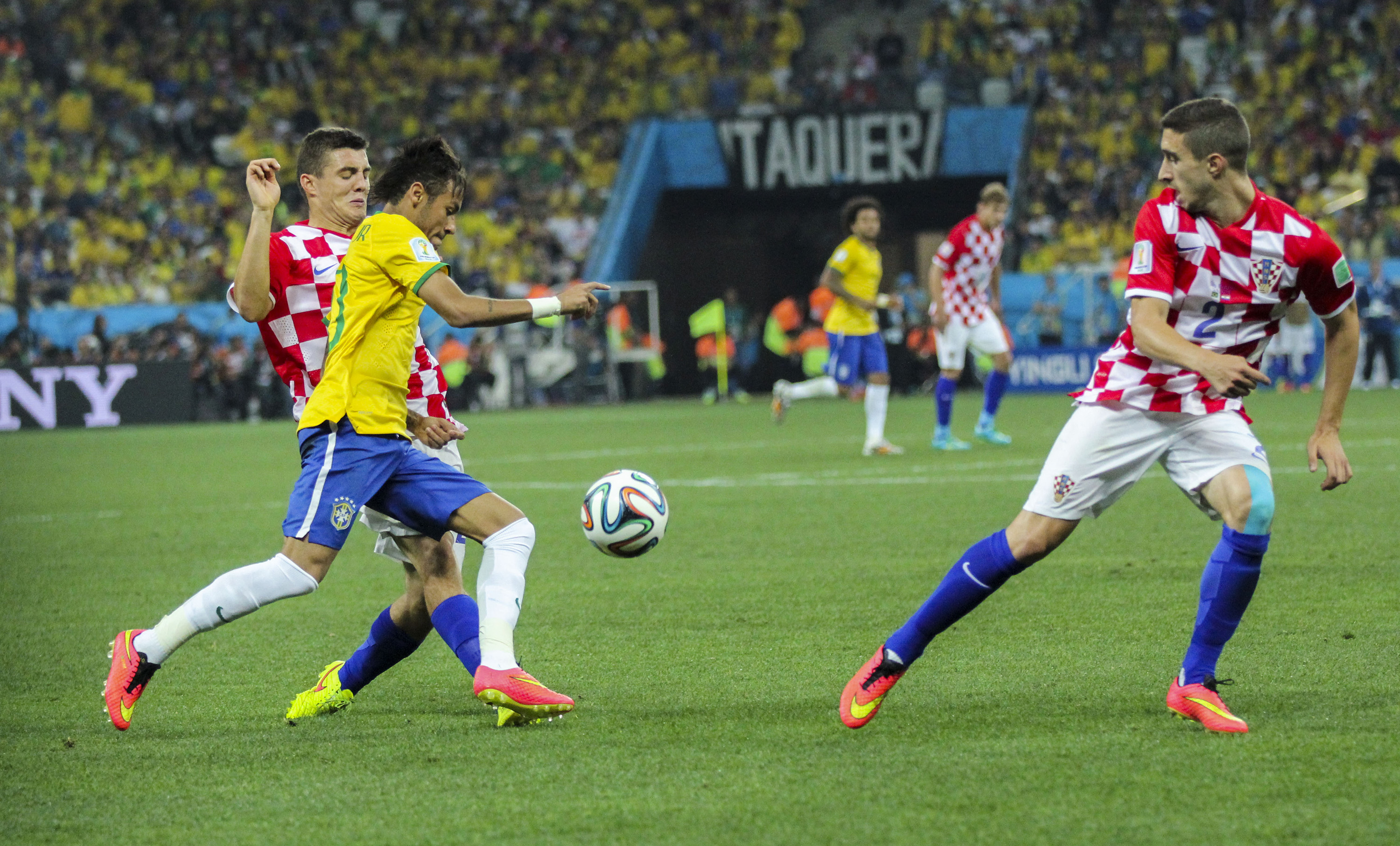
BRA–KRO (Openingswedstrijd)
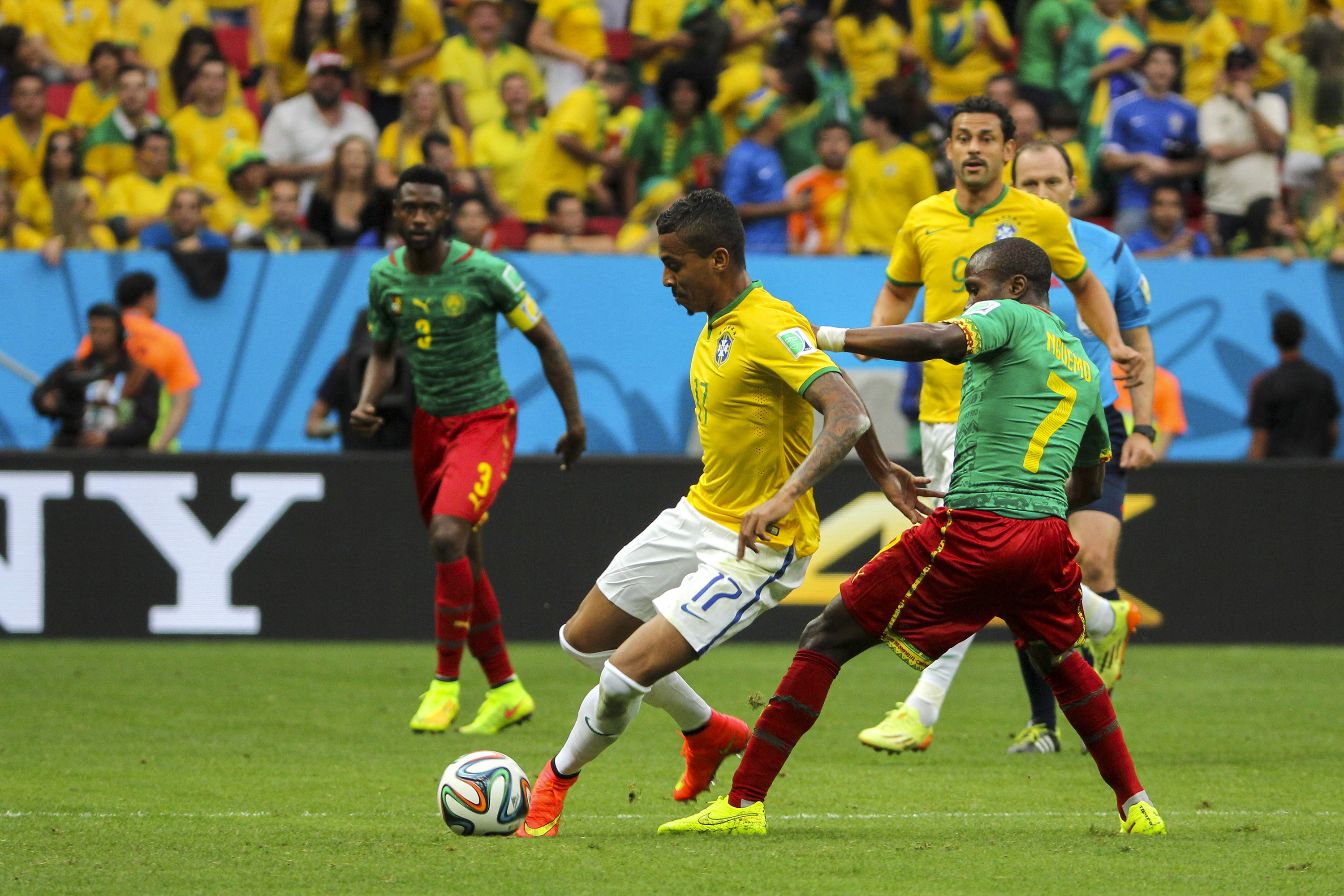
BRA–KAM (Groep A)
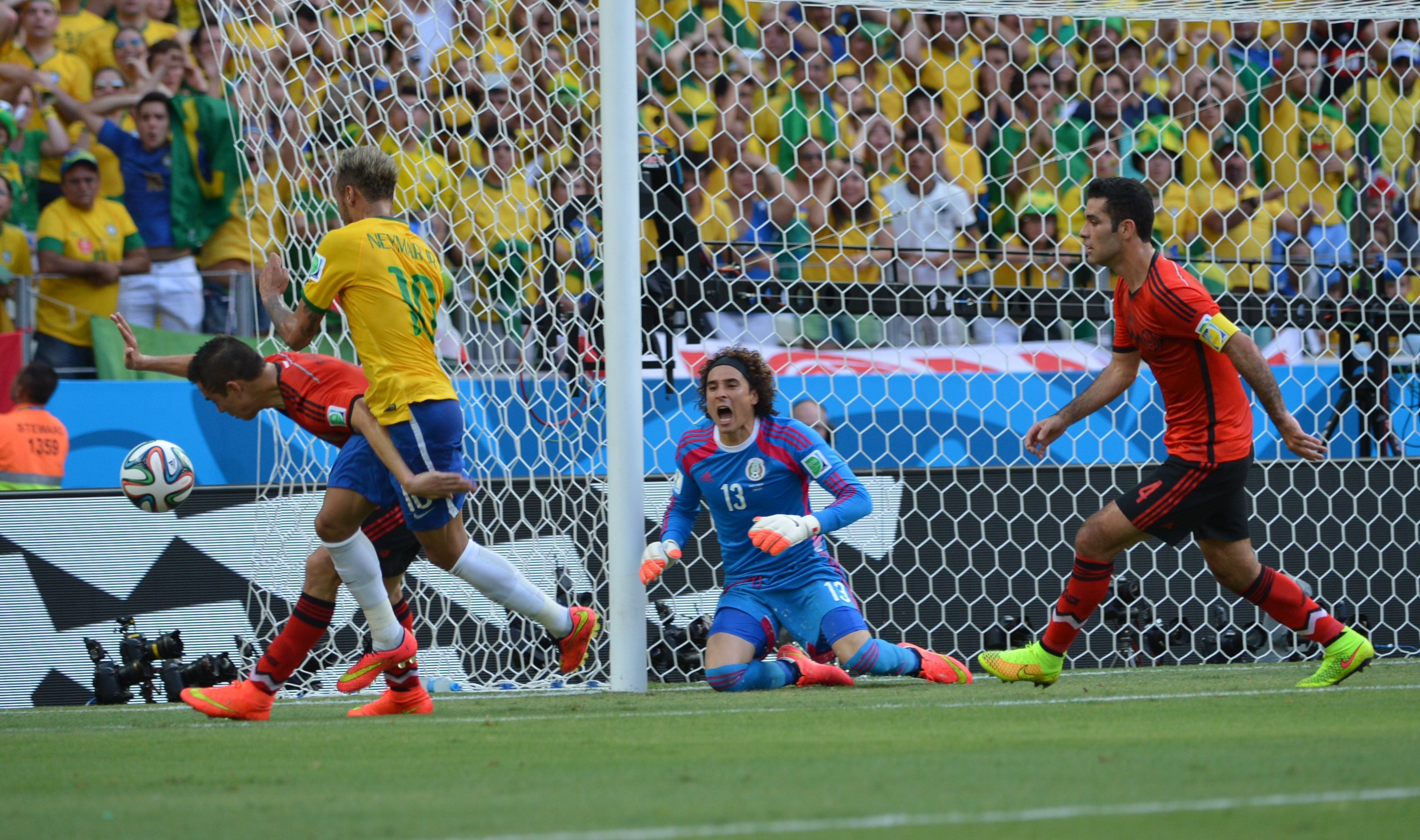
BRA–MEX (Groep A)
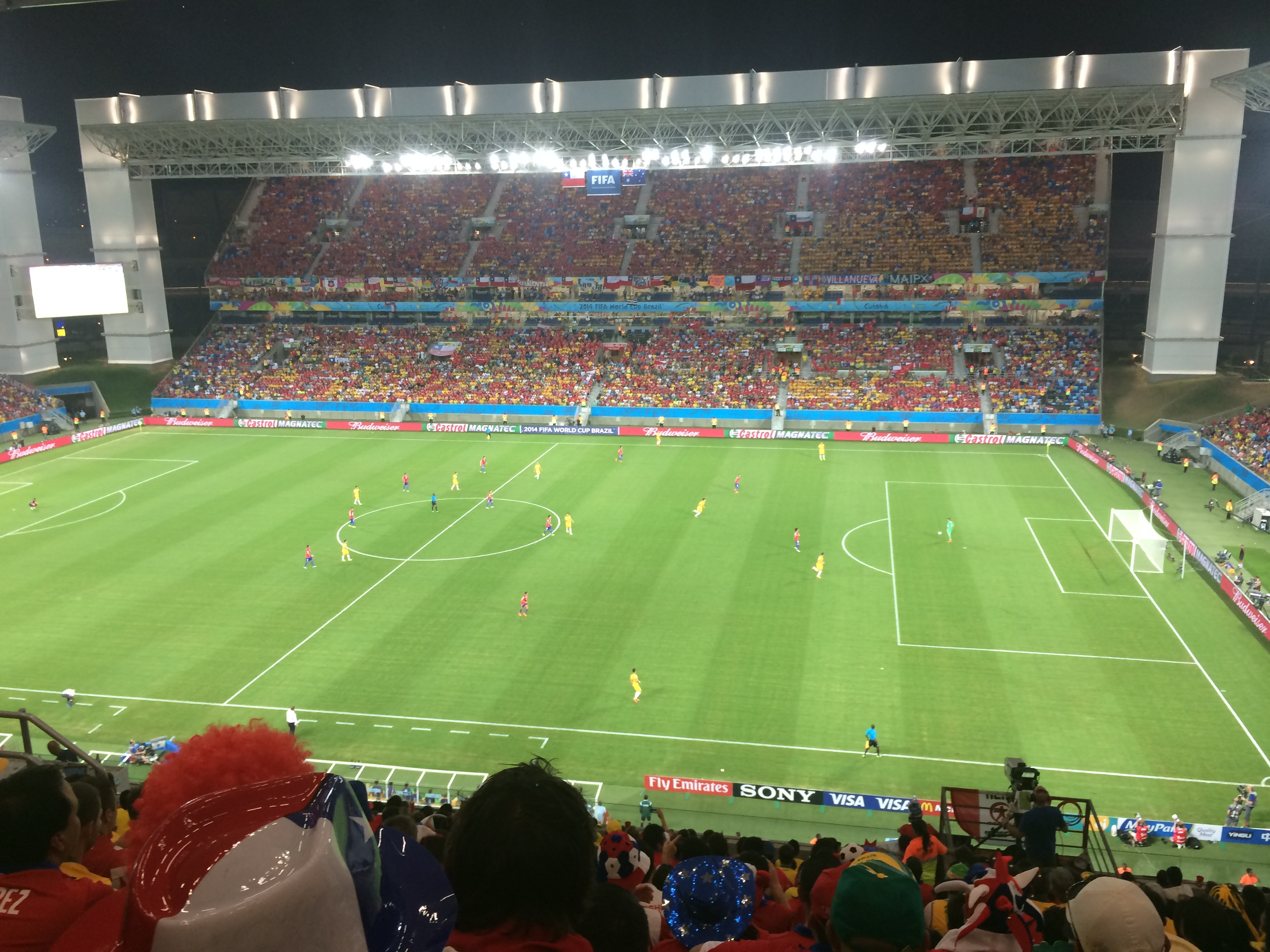
CHI–AUS (Groep B)
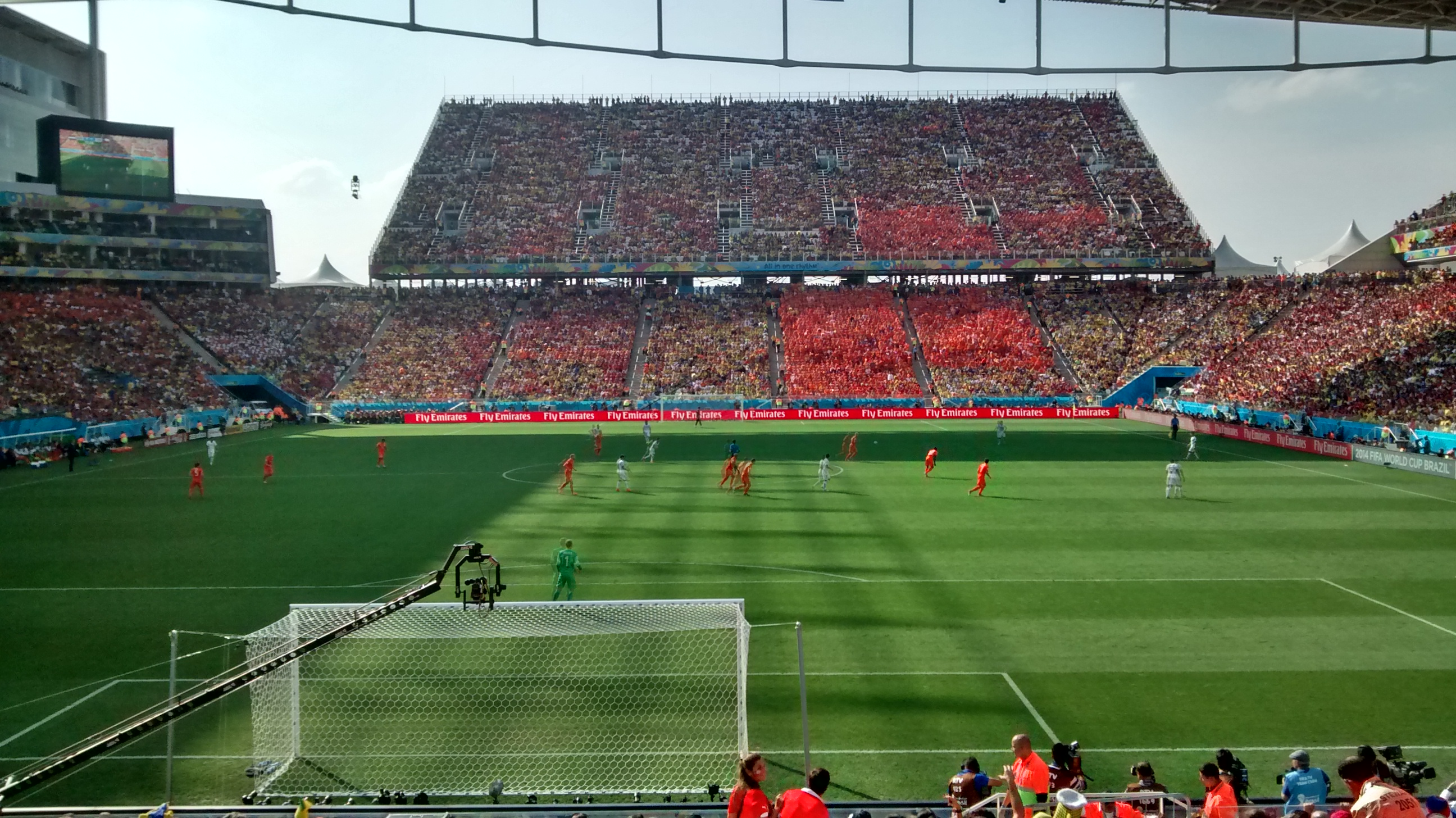
NED–CHI (Groep B)
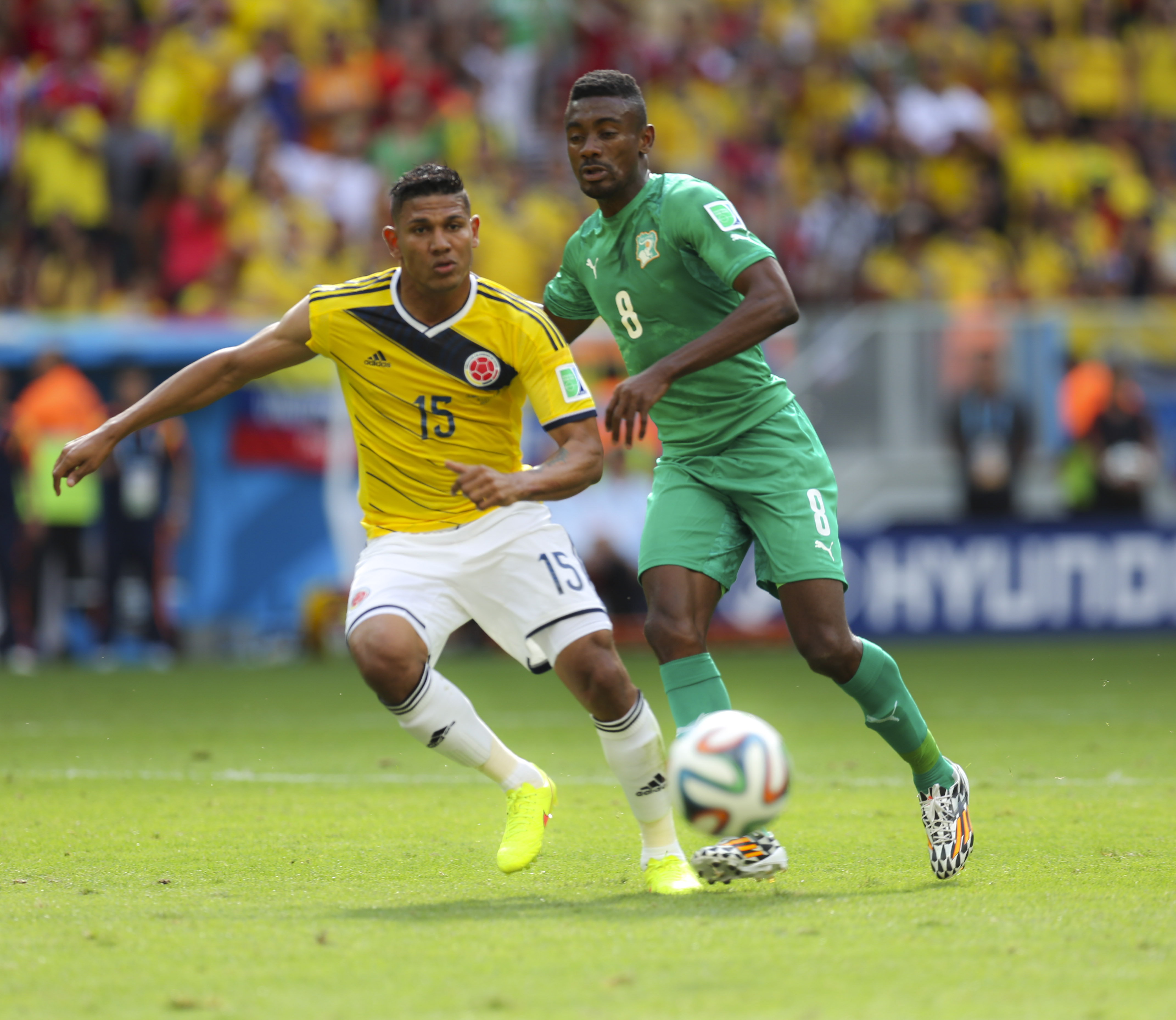
COL–IVR (Groep C)
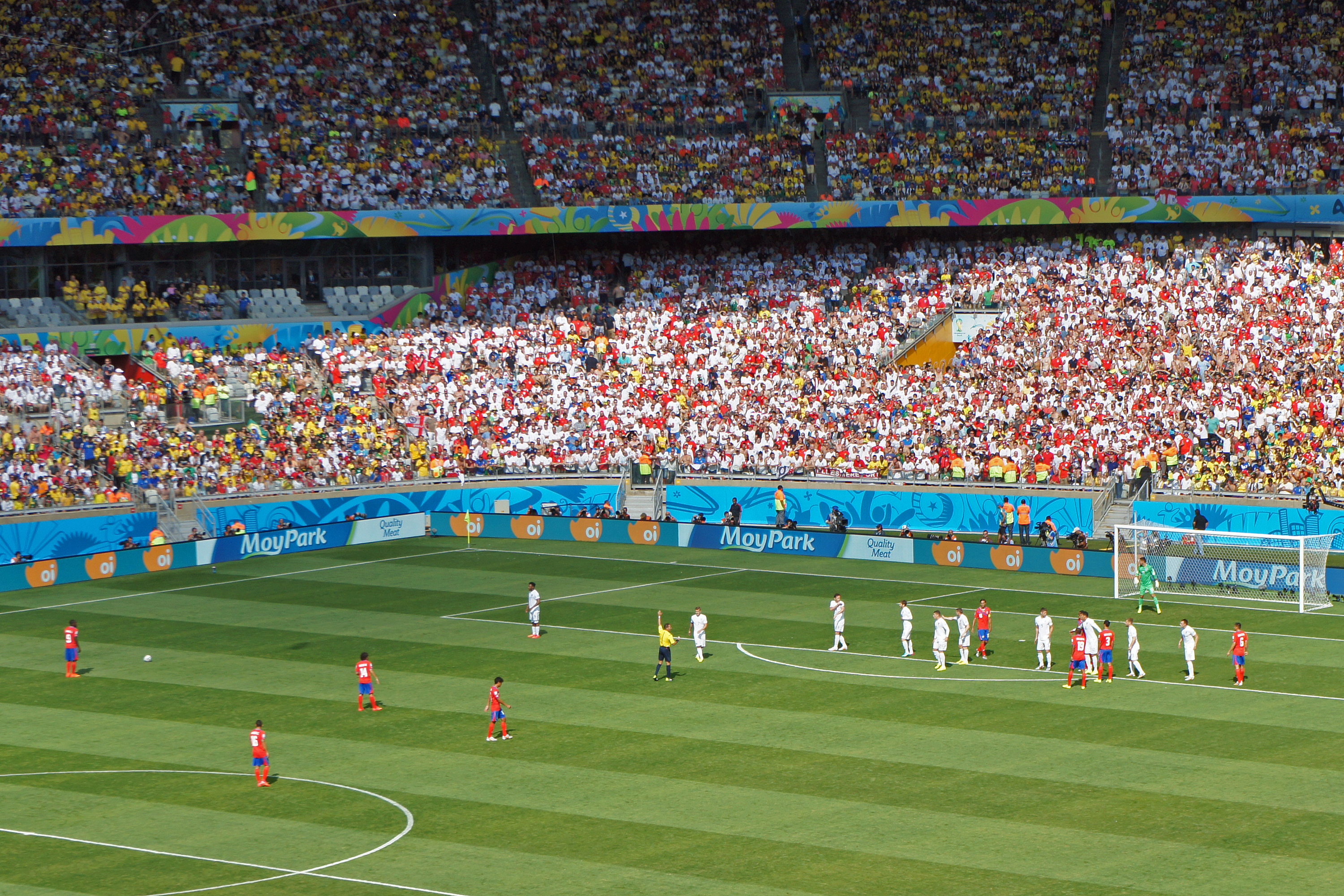
CRI–ENG (Groep D)
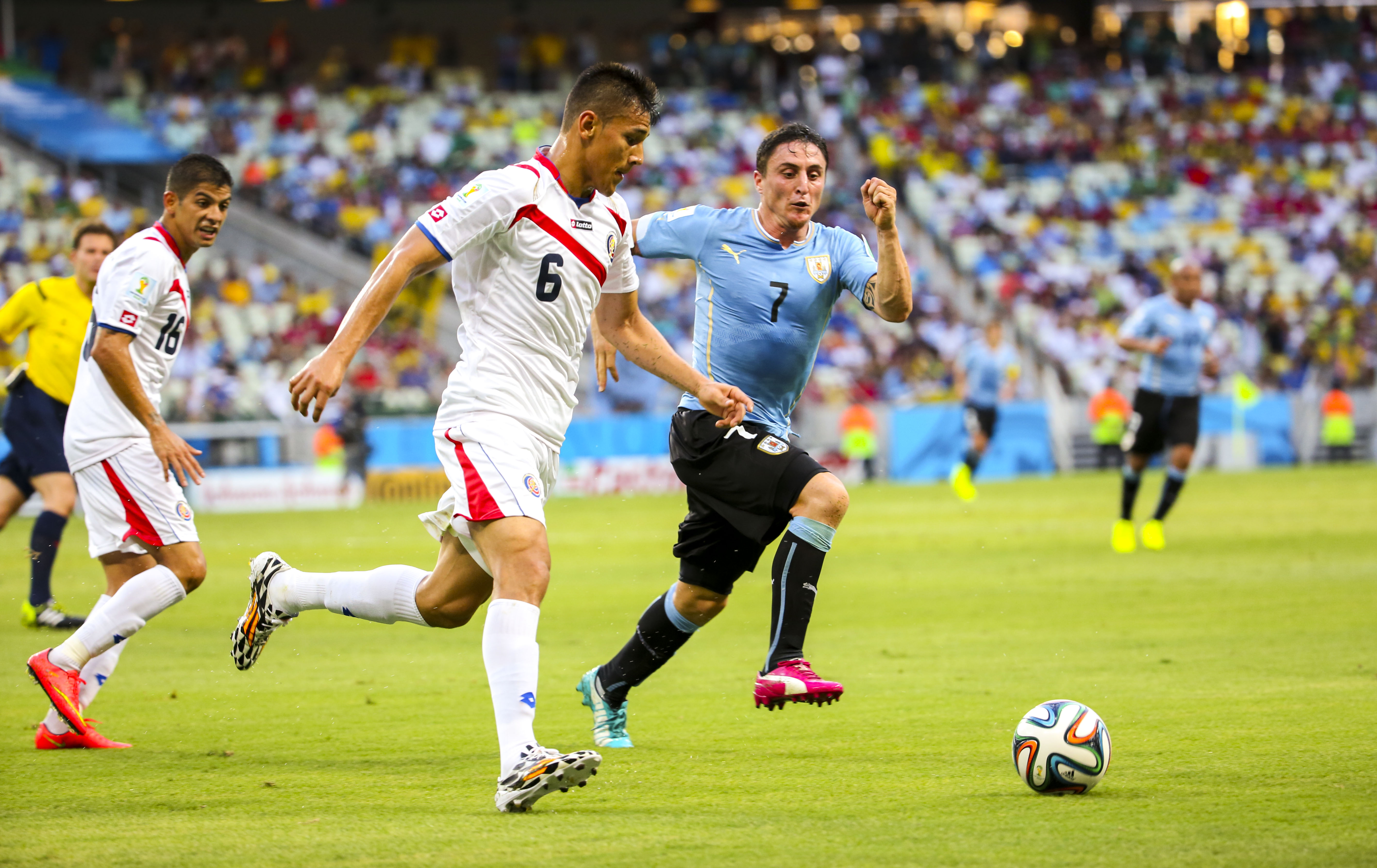
CRI–URU (Groep D)
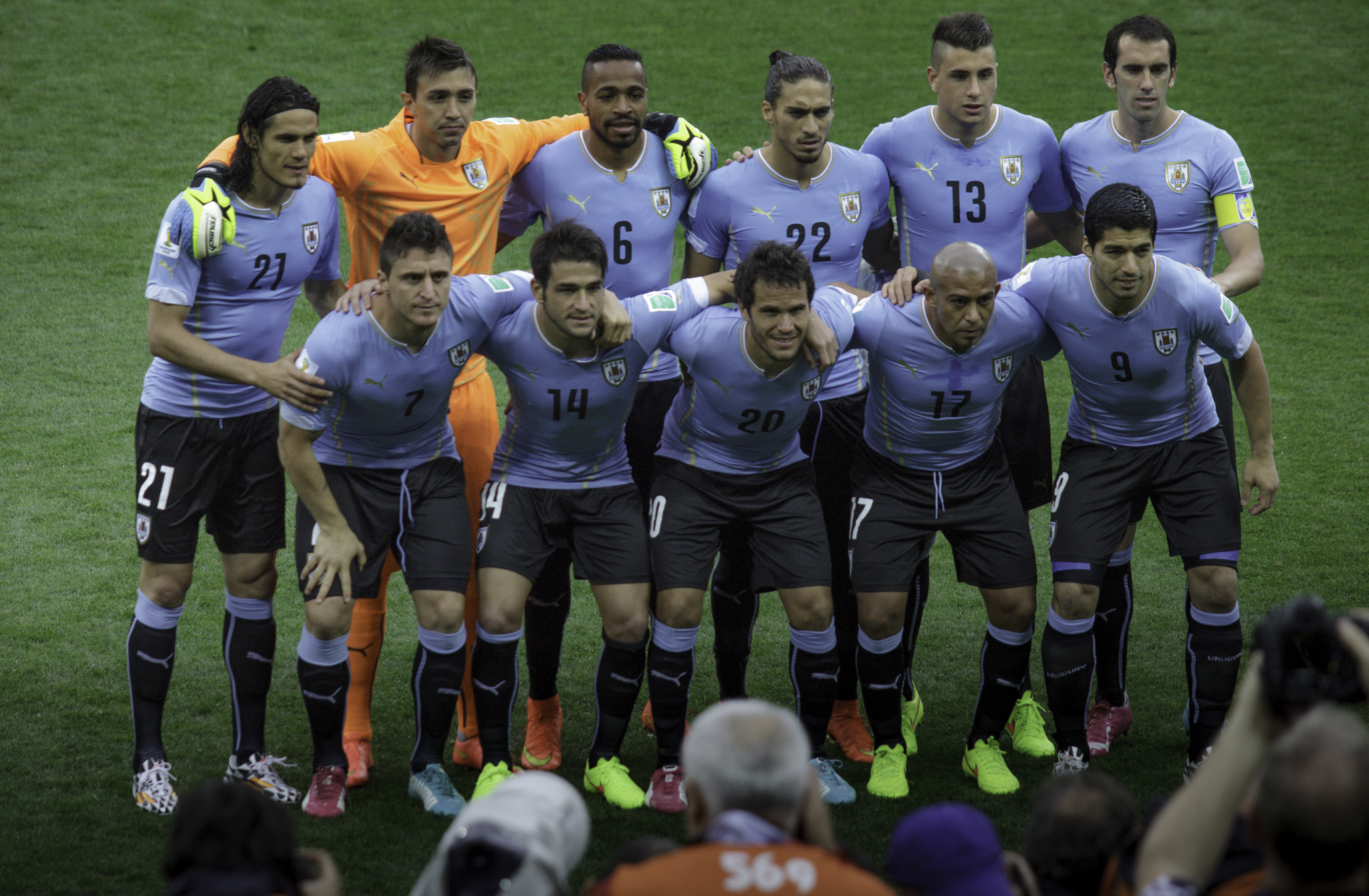
Uruguayaans voetbalelftal (Tegen Engeland)
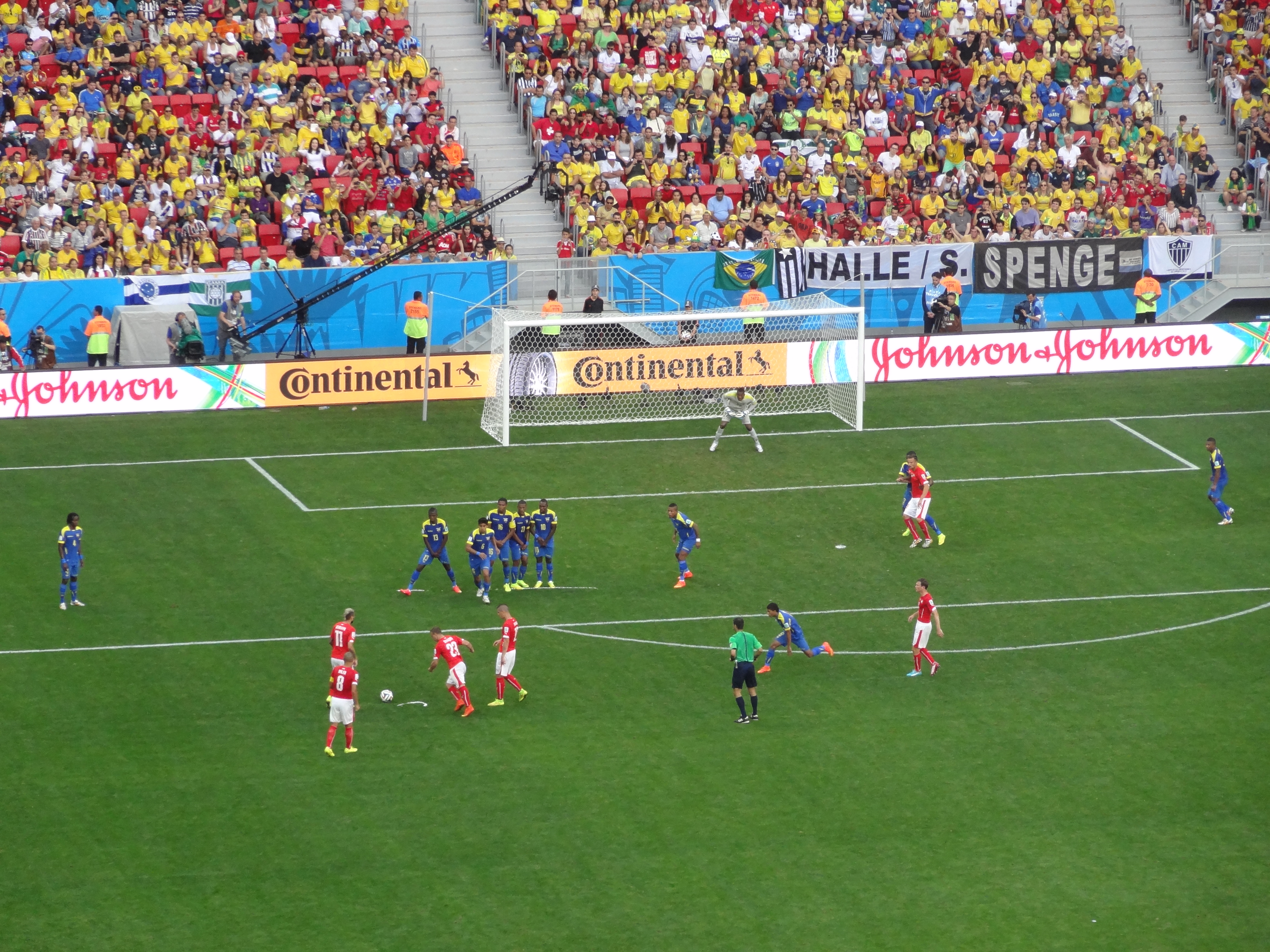
ZWI–ECU (Groep E)
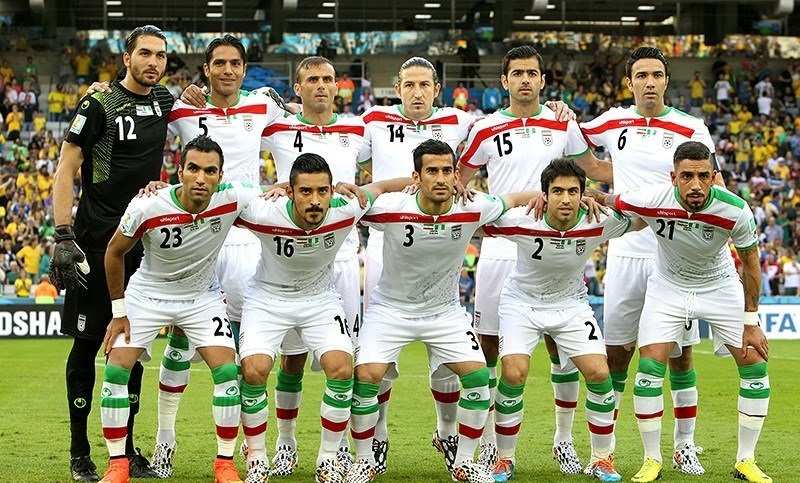
Iraans voetbalelftal (Tegen Nigeria)
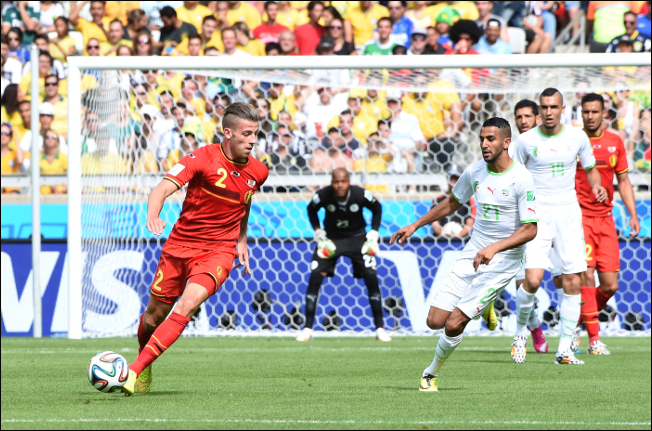
BEL–ALG (Groep H)
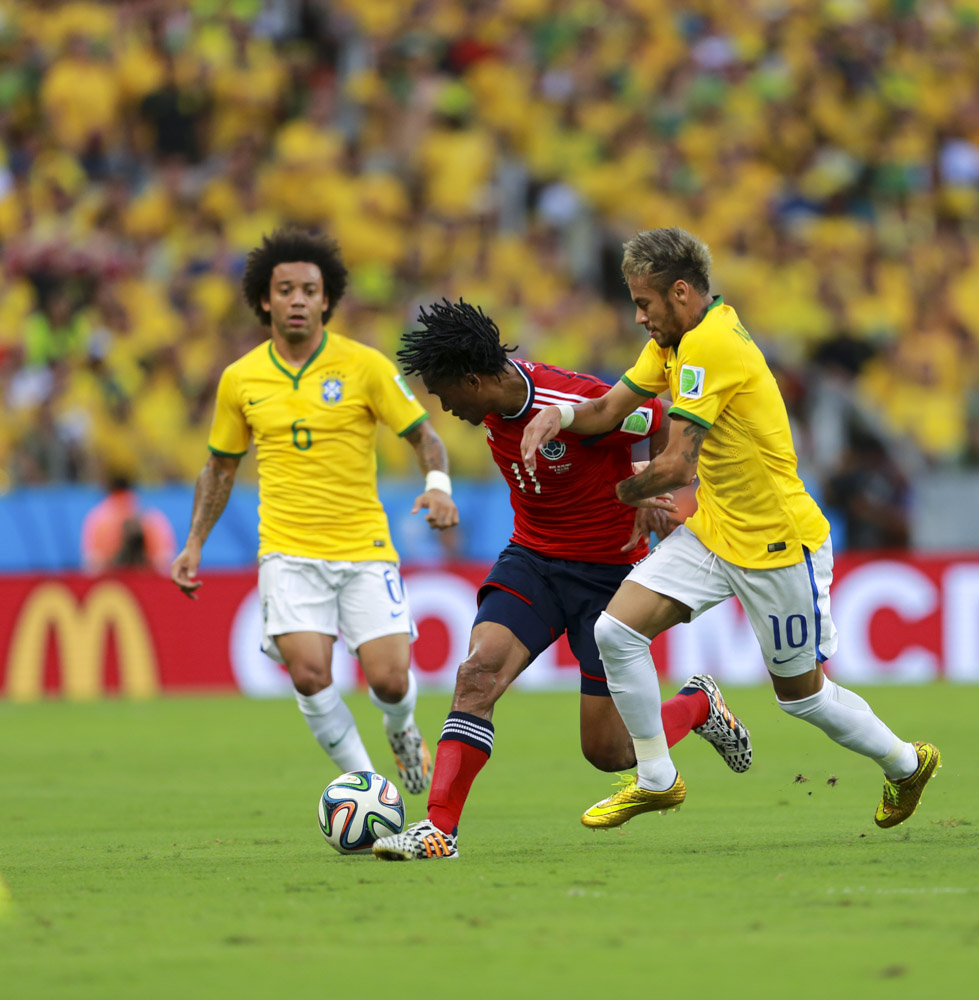
BRA–COL (Kwartfinale)
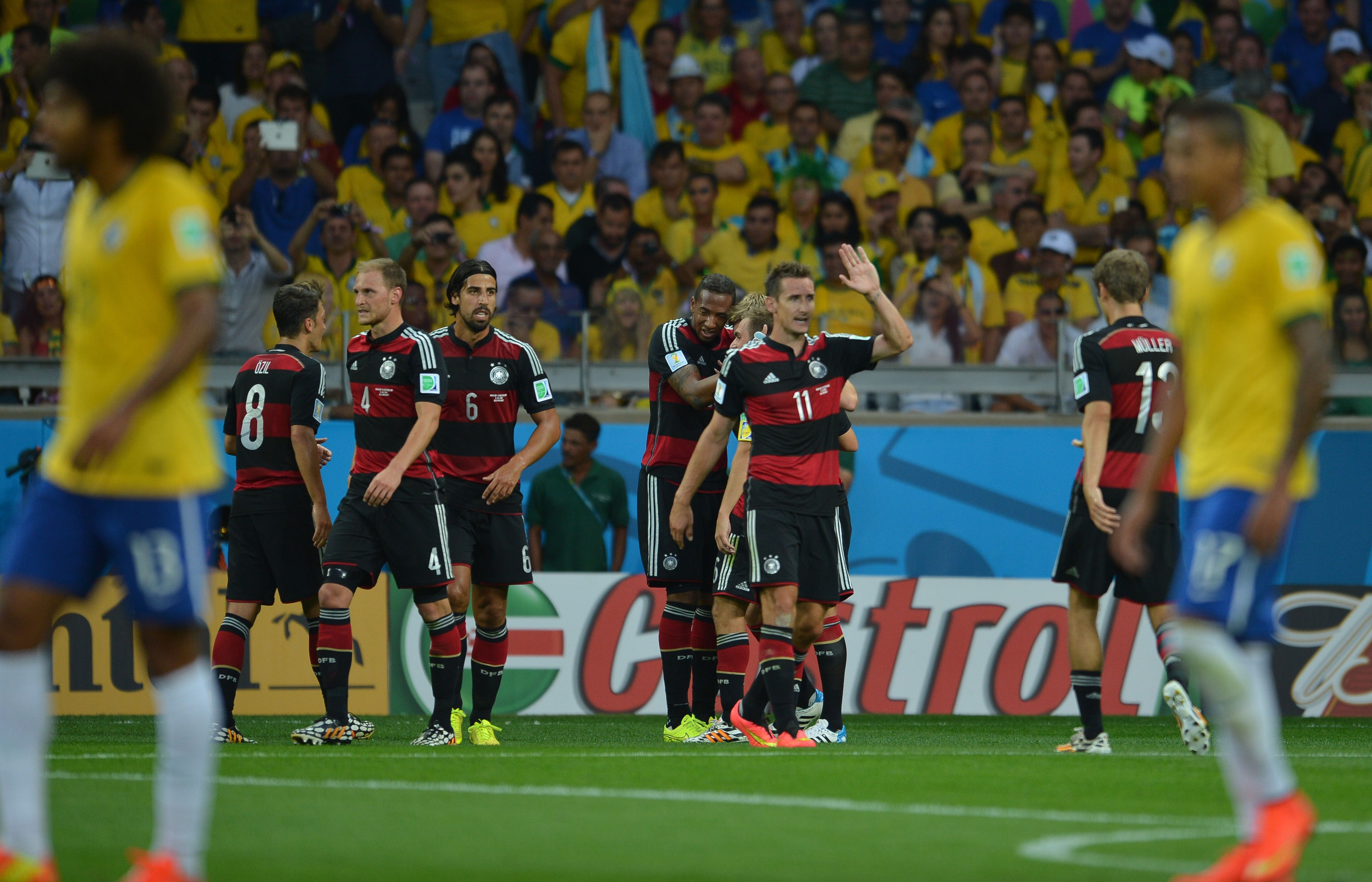
BRA–DUI (Halve finale)